# 9月6日九龍大遊行
2020年9月6日旺角大遊行，是指香港反對逃犯條例修訂草案運動期間，於九龍佐敦至旺角一帶進行的遊行。警方出動2000名防暴警員在周邊佈防和截查，到晚上開始包圍大量人群進入截查，截至9月6日晚上9時至少289人被捕。期間發生多次暴力制服事件，以及直接把大批疑似只是逛街或路過的市民也作遊行人士拘捕，引起批評。

## 背景
遊行當日原本是舉行立法會選舉的日子，惟政府因疫情關係於2020年7月底宣布將立法會選舉延期一年。是次遊行由一Telegram頻道籌辦，旨在反對中央政府推行《港區國安法》以及香港政府押後立法會選舉的決定。原定遊行路線是由九龍佐敦道出發，遊行至亞皆老街。
9月4日，香港警方在其Facebook專頁表明遊行未獲警方的不反對通知書，表示組織或煽惑他人參與未經批准集結，或者參與非法集結，均有可能觸犯《公安條例》，亦有可能違反「限聚令」。此外，《立場新聞》記者亦於當日發現旺角西洋菜南街行人路地磚已用膠水封好。此外，警方部署至少2,000名警力應對，當中包括1,600名防暴警察於油尖旺一帶戒備，此外各警區也有部署警力應付。

## 過程

### 警員在周邊佈防和截查

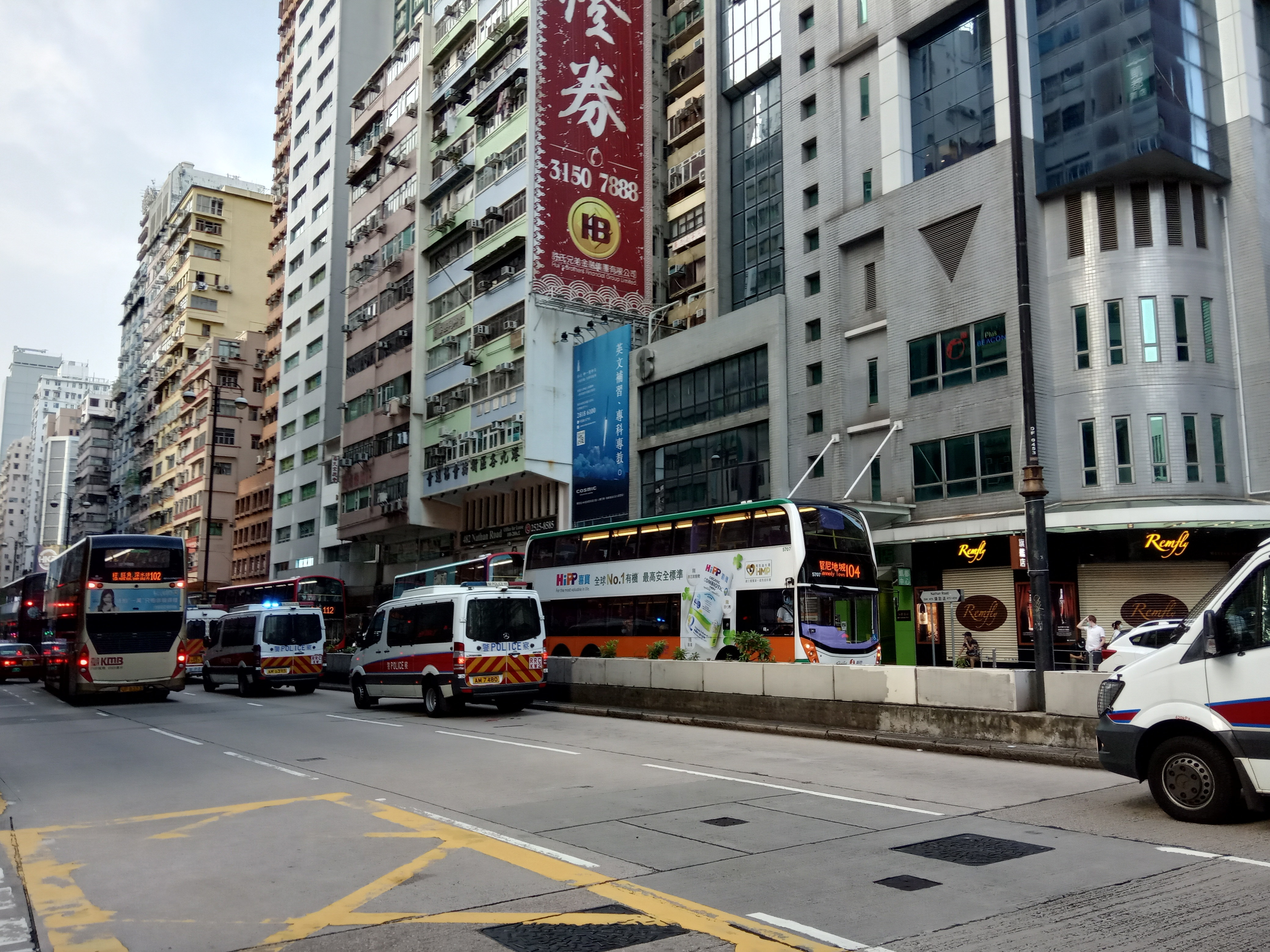
多架警車泊於彌敦道來回線戒備

當天12時許，警方開始在紅磡海底隧道及西區海底隧道九龍出口架設路障，並有多架警車泊於彌敦道來回行車線戒備。
下午2時左右，示威者改往佐敦道、炮台街一帶集合，現場大批警員駐守，並截查部份市民。下午約2時15分，前香港眾志秘書長黃之鋒在逸東酒店門外現身，他對媒體表示現時已無人能確保自己人身安全，「依家香港人不能夠擔心咁多。」之後返回酒店內。社民連主席黃浩銘以及前主席梁國雄亦現身佐敦，手持橫額並高叫「以言入罪可恥」、「我要投票」等口號。一批防暴警稱他們涉嫌違反限聚令，要求他們出示身份證並立即解散，更一度擬向他們發出告票。三人及後被警方拘捕，被帶上警車。另外，激進建制派人士石房有亦有到場，並與在場示威者口角對罵，之後在防暴警察協助之下離開。

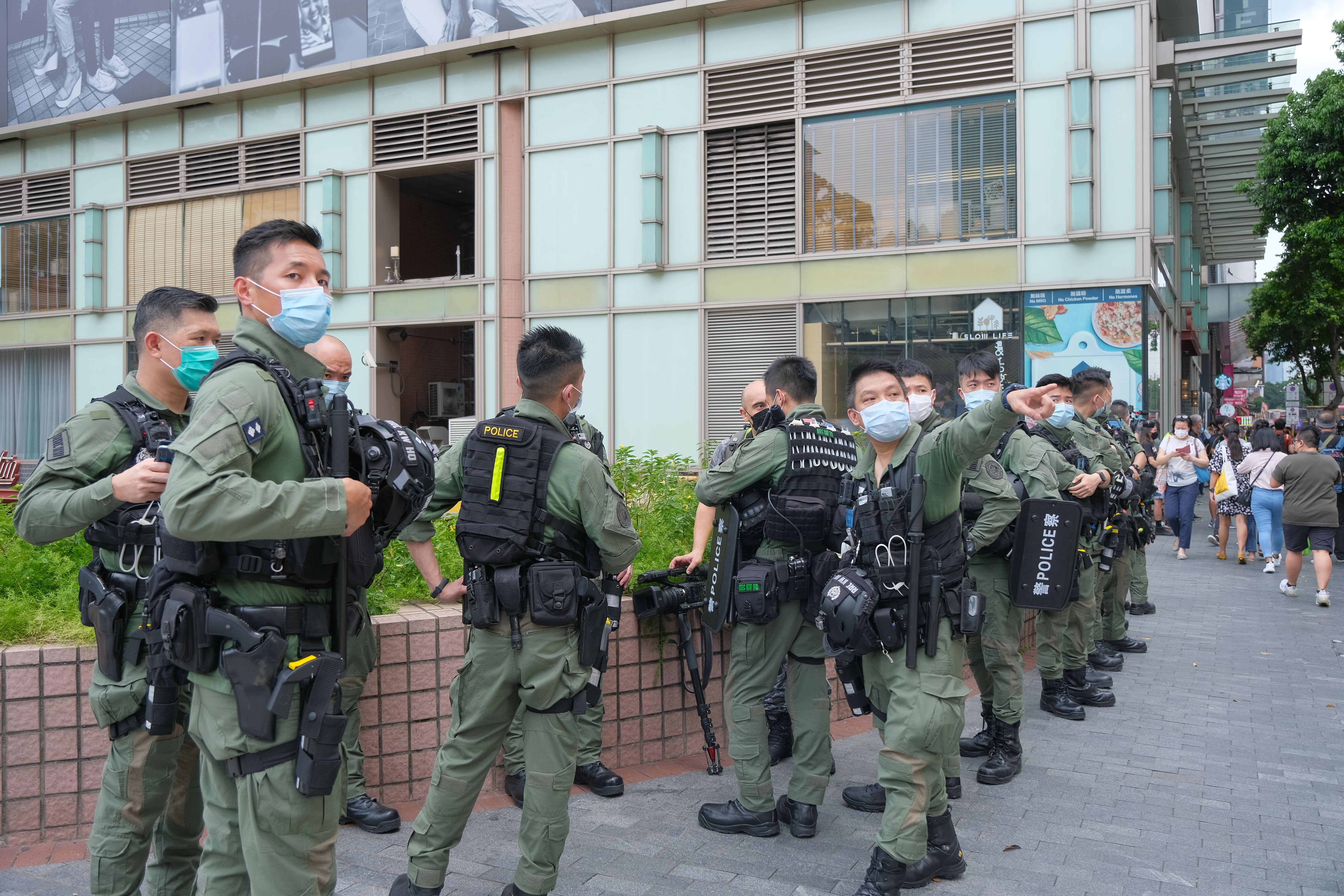
大批防暴警員在逸東酒店外截查記者
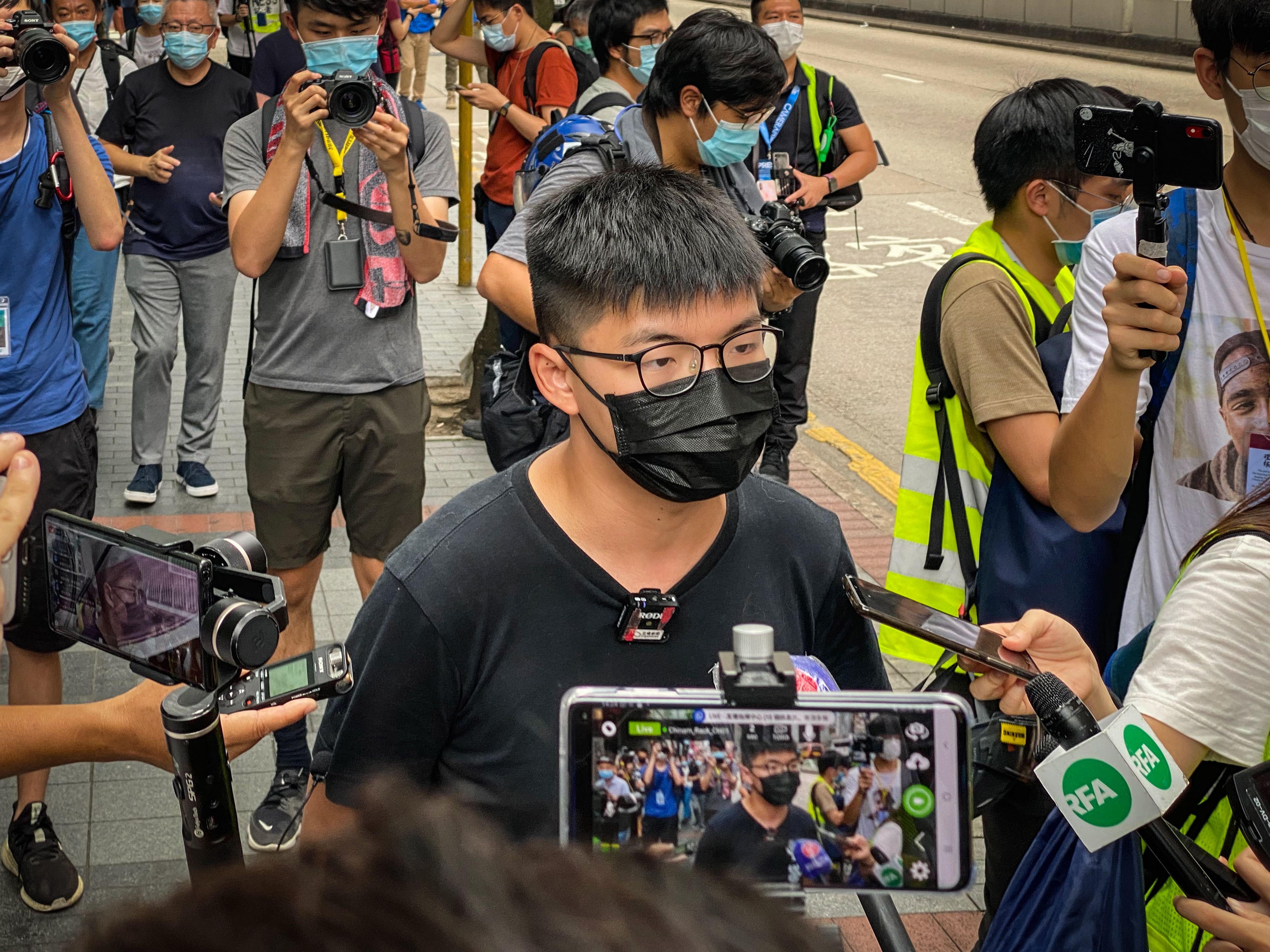
下午約2時15分，前眾志秘書長黃之鋒現身逸東酒店外，他身穿黑色衣服, 胸口印有「香港加油」字句
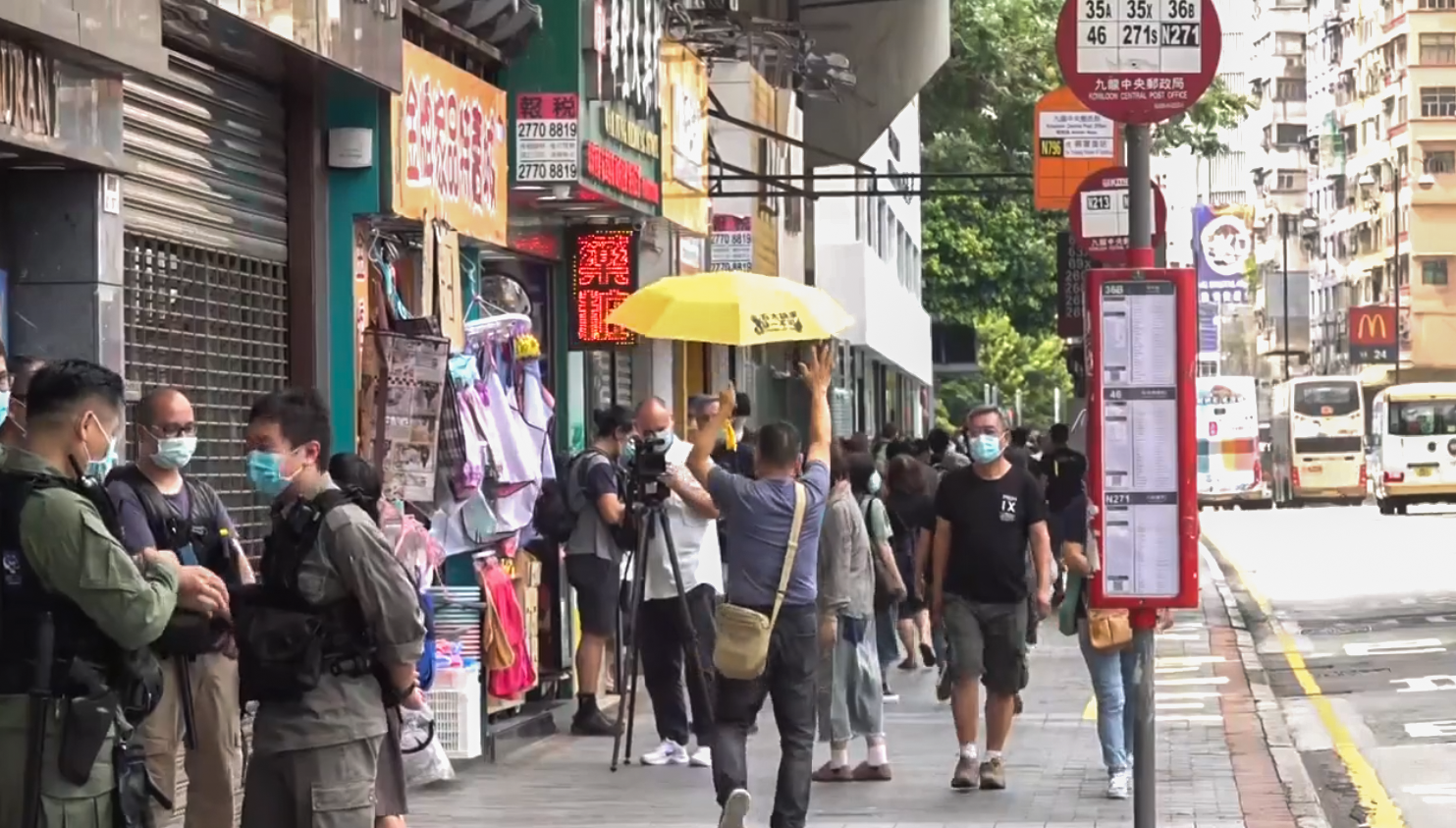
佐敦彌敦道有市民在防暴警前舉起黃色雨傘和高舉「五大訴求 缺一不可」手勢
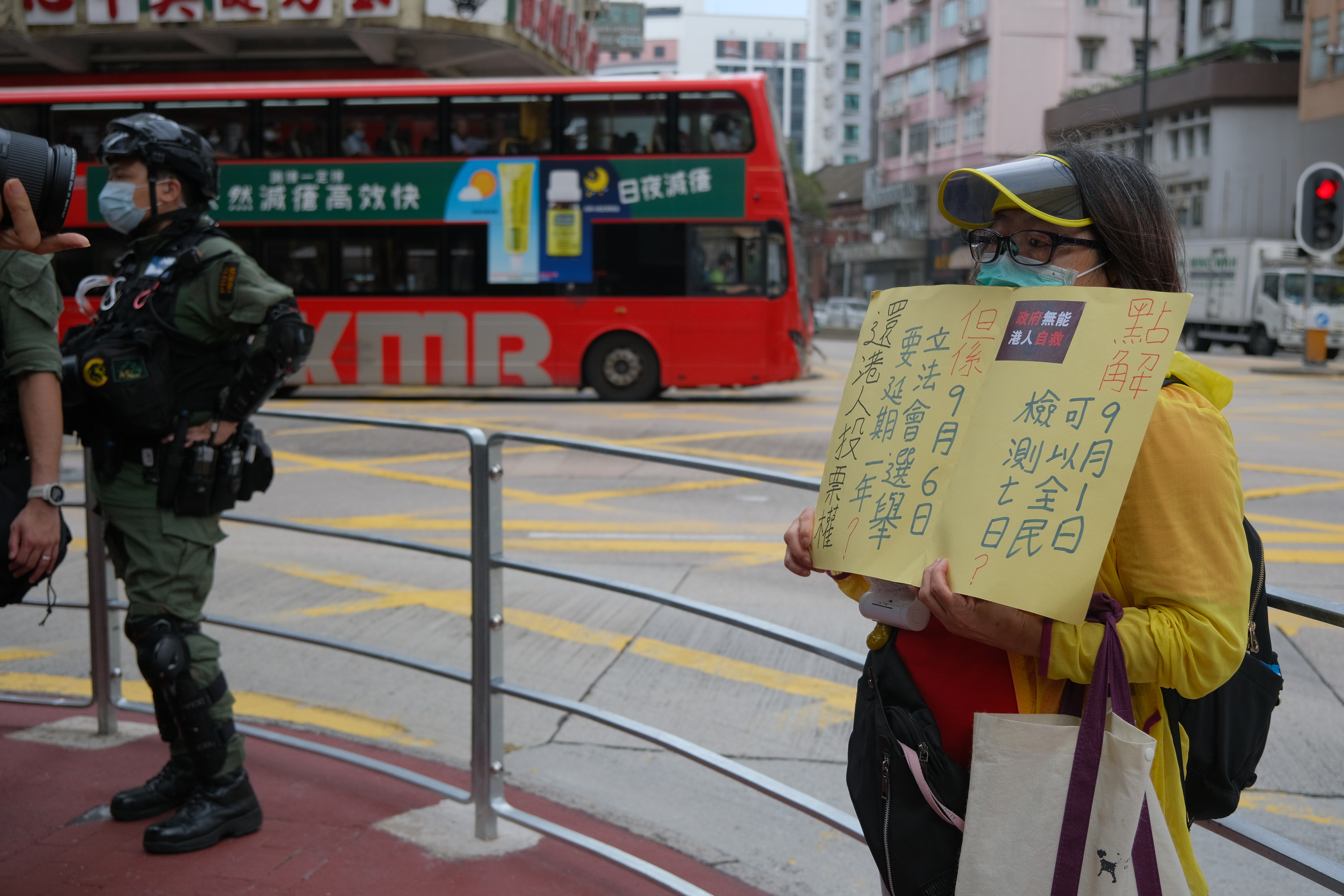
有市民舉起標語，要求還港人投票權

### 示威者在佐敦聚集

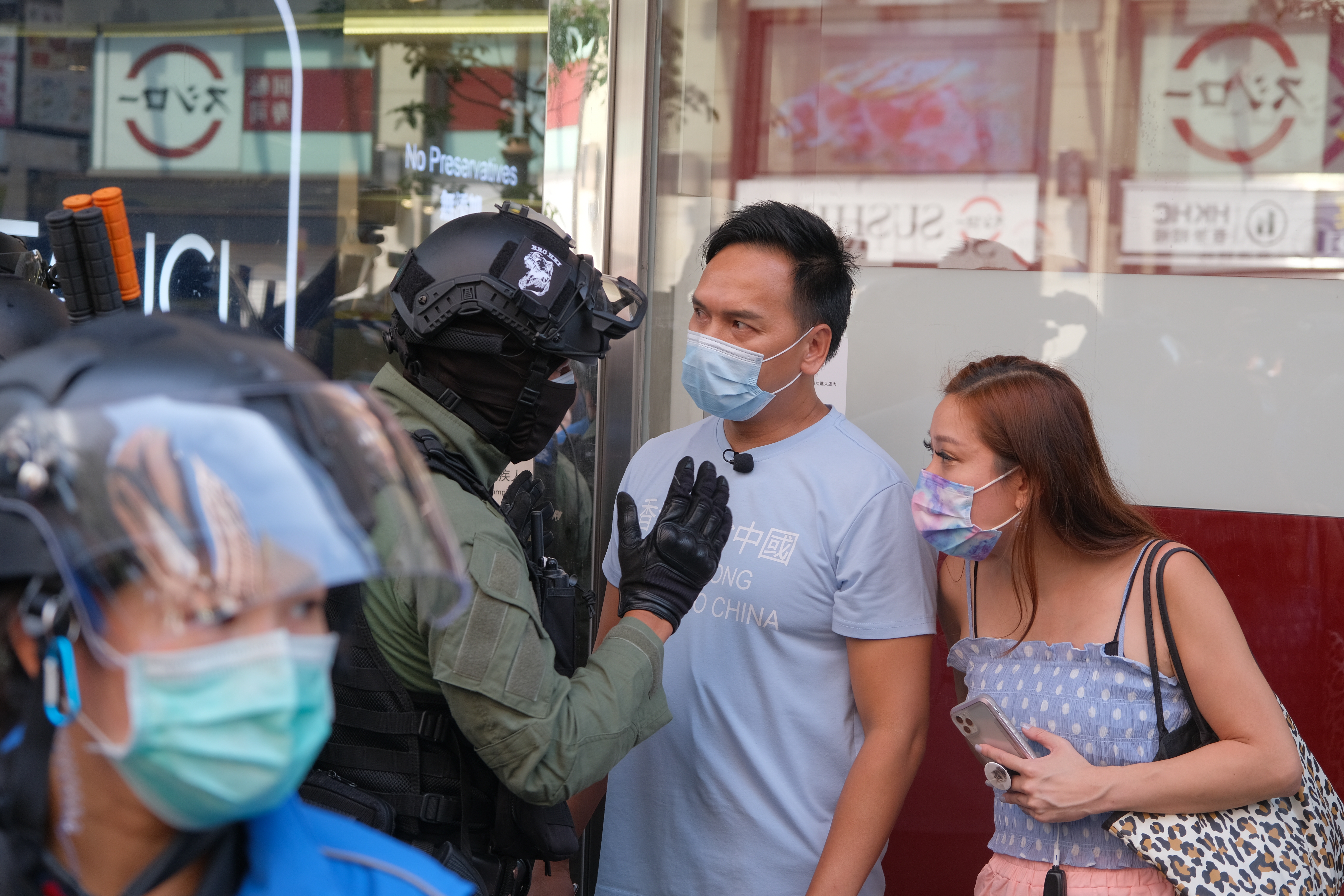
防暴警員包圍石房有「大波man」，其後在護送他轉入內街

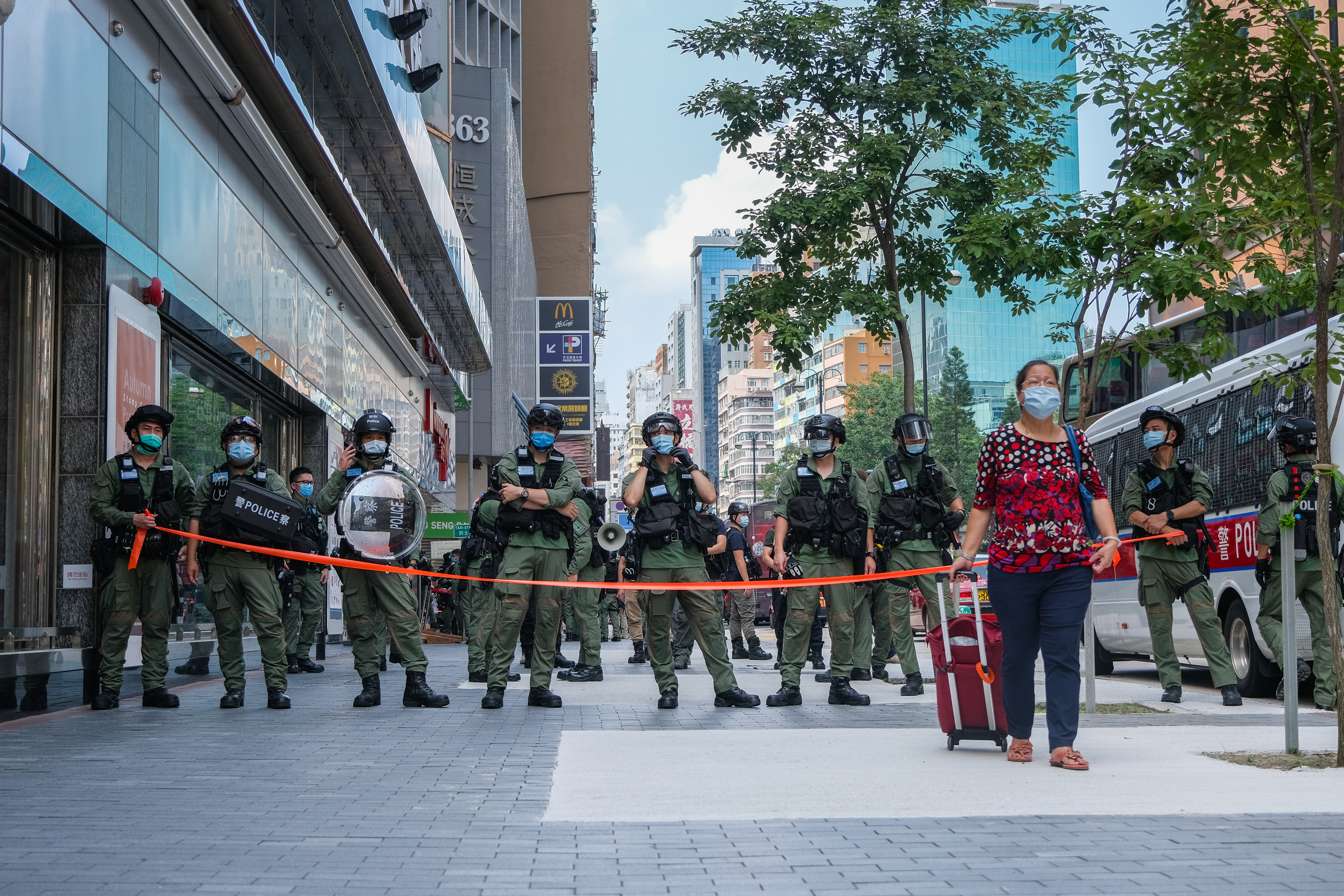
多名防暴警員圍封永安百貨對出的彌敦道

下午2時40分，網民號召改往佐敦道炮台街集合，現場大批防暴警員駐守，並截查部份人士。而其中一批示威者在佐敦永安百貨對出聚集，高叫「光復香港，時代革命」、「香港人，建國」、「香港獨立，唯一出路」等口號，亦有示威者手持抗議標語聲援12名上月底因偷渡在中國水域被截獲的港人，警方隨即警告示威者違反限聚令。期間激進建制派人士石房有「大波man」一度到場，對在場的記者和市民指罵和出言挑釁，其後在大批警方護送下轉入內街，之後登上的士離開。
此外，警方在永安百貨對出展示藍旗，警告示威者正在參與非法集會，呼籲示威者立即離開；防暴警察亦於永安百貨出入口截查市民。另外，警方於油麻地寧波街以封鎖線圍起逾50名記者，要求記者逐一出示記者證方能離開。下午3時40分，多名防暴警更突然跑到果欄對開的新填地街截查多名市民和記者，並將部份人拘捕。
此外，「賢學思政」成員於彌敦道派發防疫物資，但被大批警員包圍，並驅趕在場數十名記者，之後全部成員被帶上警車。而警方更要求不屬政府登記機構的記者票控違反限聚令。

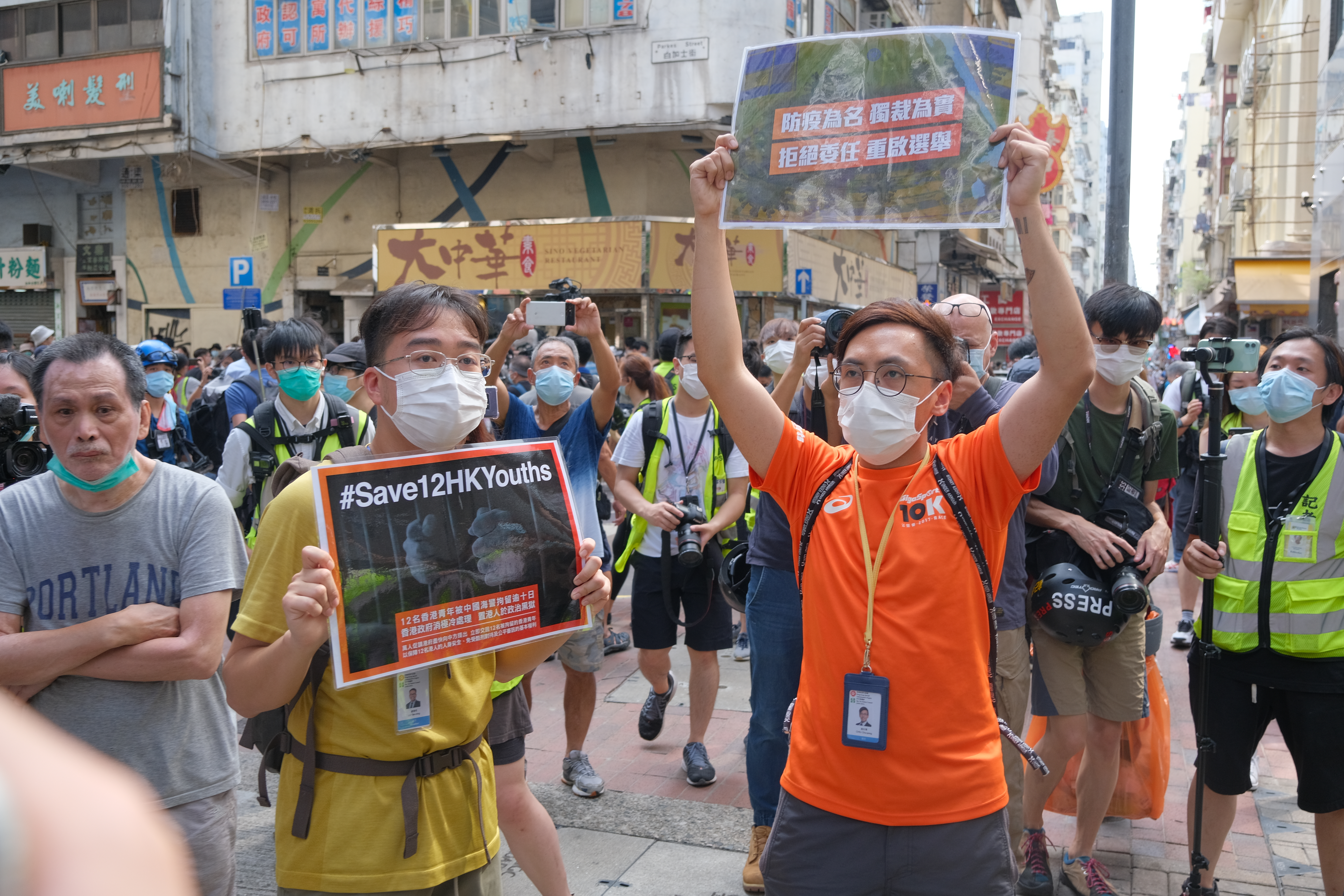
沙田區議員趙柱幫（右）舉起標語，批評政府以防疫為名延期立法會選舉
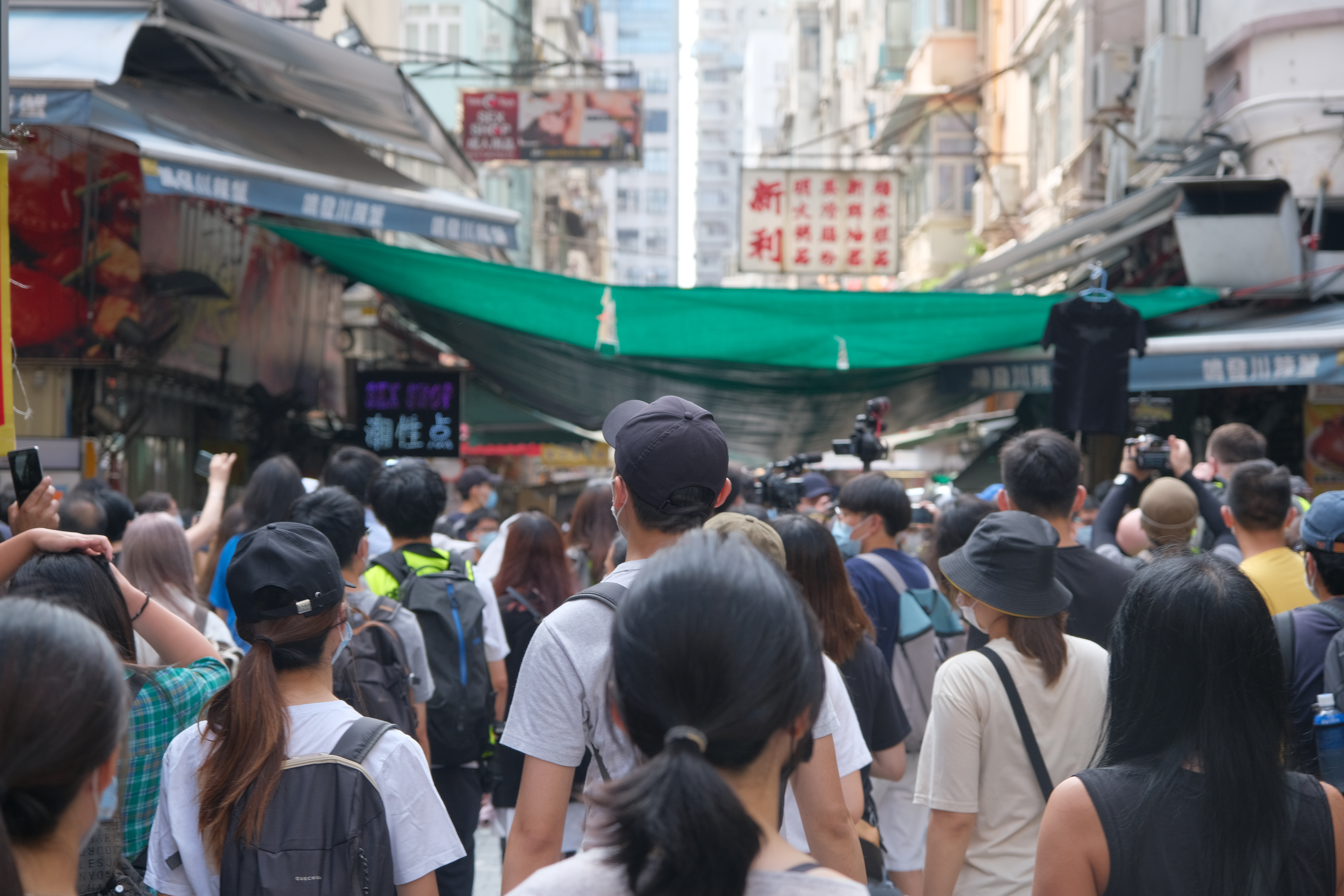
一批示威者在佐敦一帶遊行
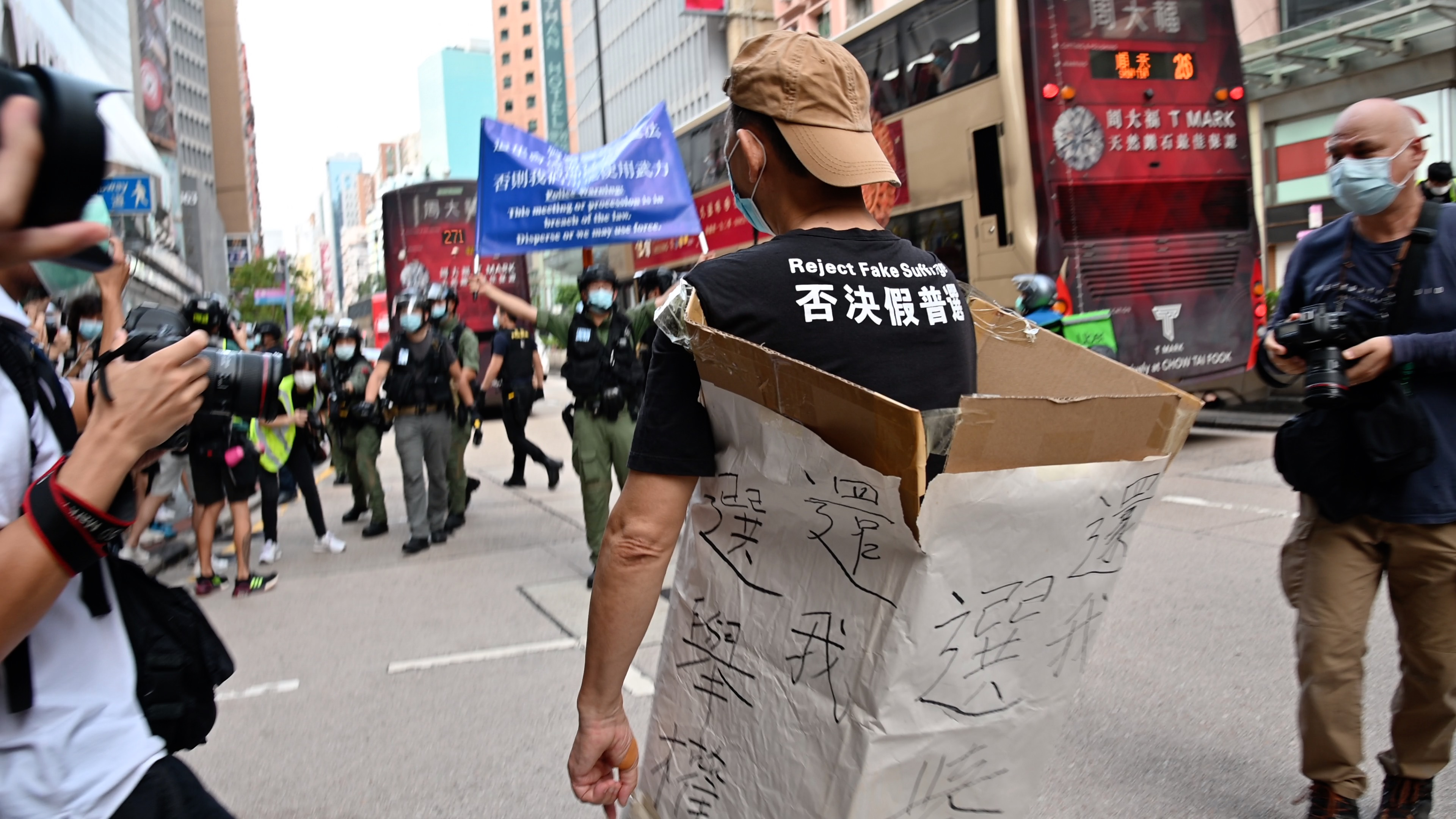
警方在永安百貨對出展示藍旗，有市民的身上掛上一個紙皮箱，箱上寫有「還我選舉權」
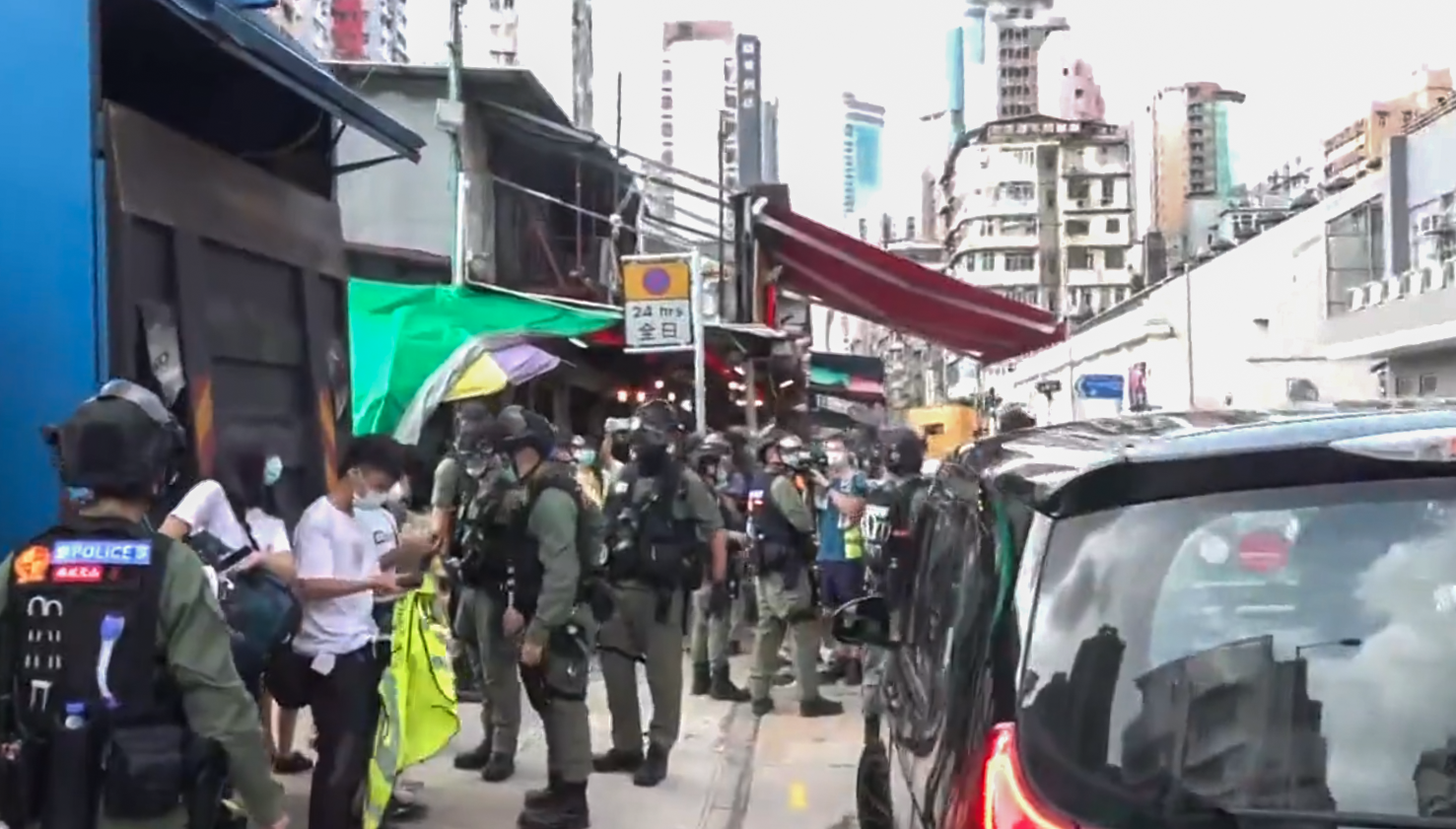
下午3時40分，多名防暴警跑到果欄對開的新填地街截查多名市民和記者
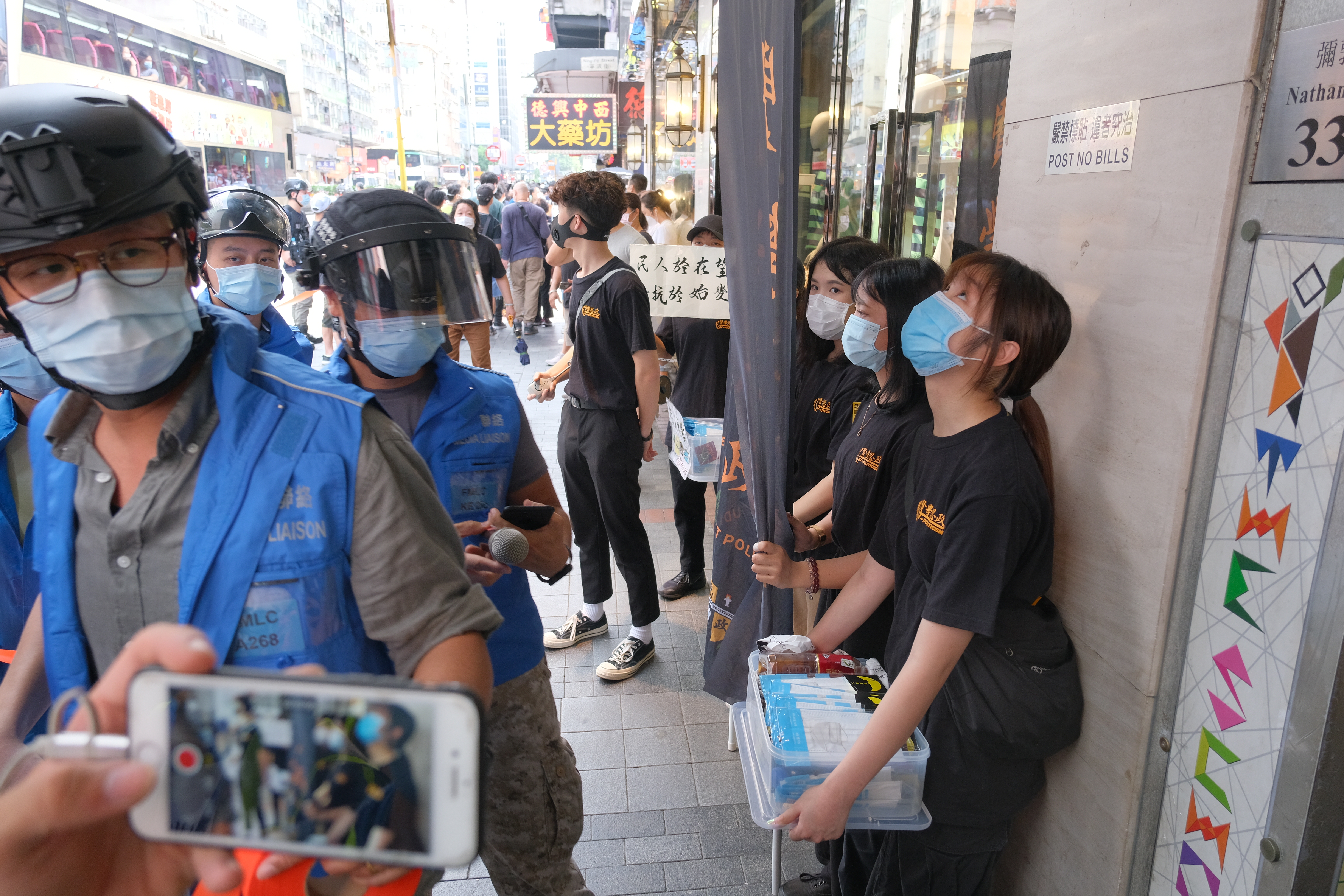
學生組織「賢學思政」成員於彌敦道派發防疫物資，但被大批警員包圍

### 示威者在旺角聚集

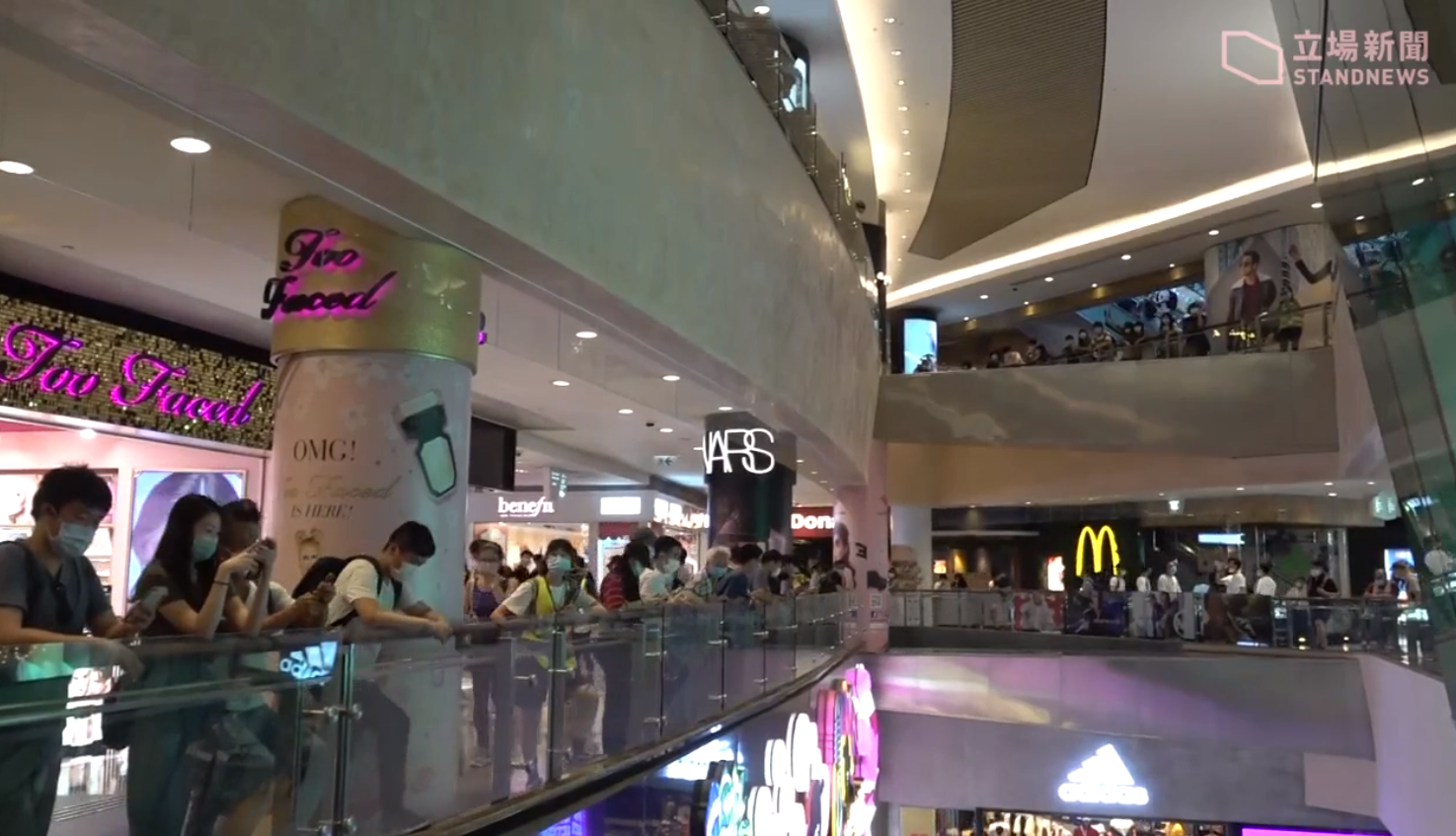
朗豪坊1至3樓有不少市民高叫口號和唱「願榮光歸香港」

下午3時許，示威者分別在旺角朗豪坊和西洋菜南街一帶聚集。約3時半，一名穿黑衣女子在朗豪坊對出砵蘭街感到不適倒臥在地，大批防暴警員到場拉起封鎖線，警告市民不要在該處聚集，其後有救護員到場協助。朗豪坊部分出入口關上。數分鐘後，大批防暴警員突然截查多名在朗豪坊對出等候過馬路的市民，之後全部被票控違反限聚令。而朗豪坊1-3樓有不少市民高叫口號和唱「願榮光歸香港」。議會陣線朱凱迪也一度在朗豪坊逗留。
到下午3時35分，十多名年輕人在登打士街休憩處旁後巷和近家樂坊位置被防暴警員截查。到4時18分，彌敦道近信和中心也有多名市民被截查，包括區議員譚凱邦。

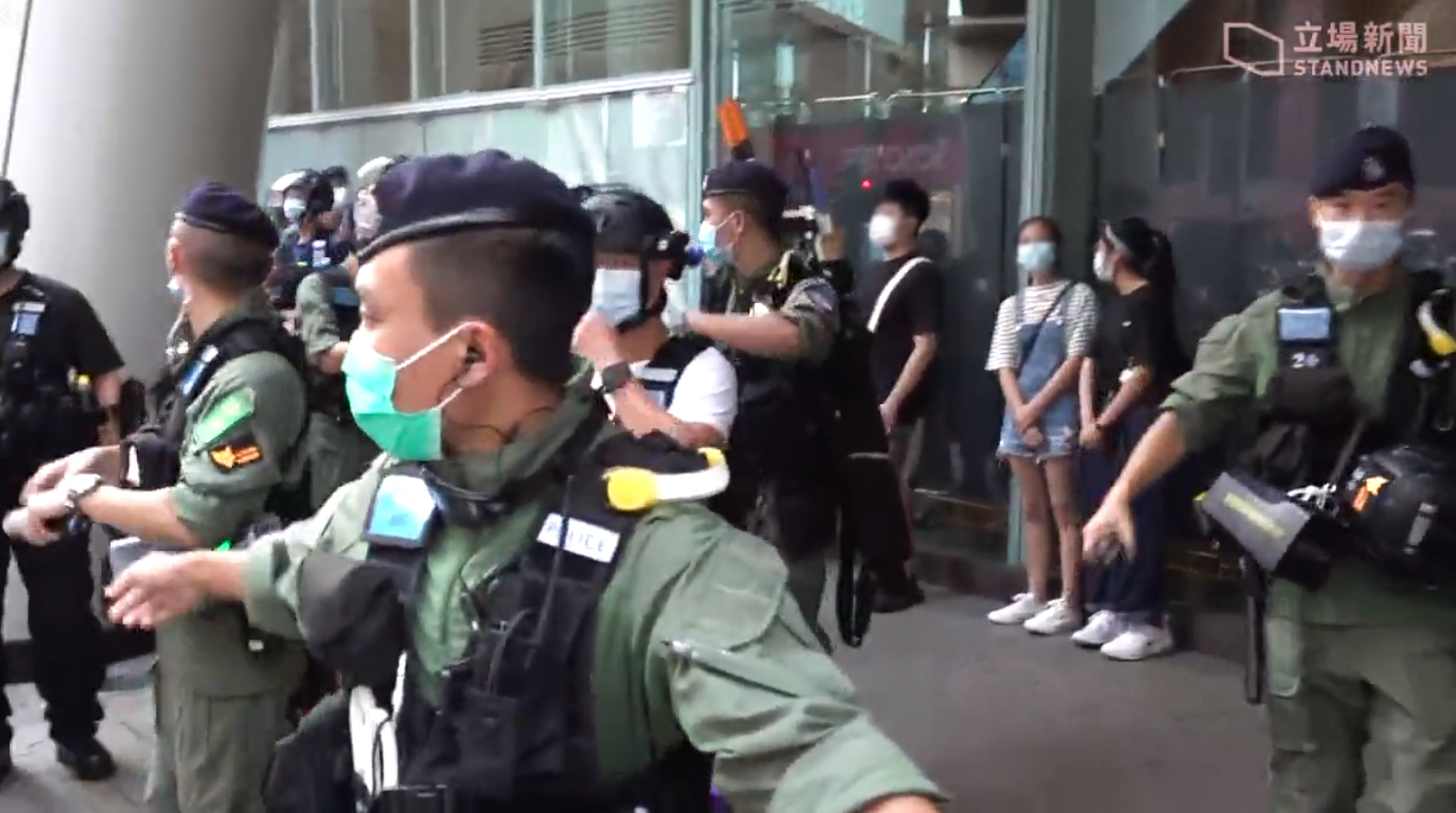
下午3時30分，大批防暴警員突然截查多名在朗豪坊對出等候過馬路的市民，之後全部被票控違反限聚令
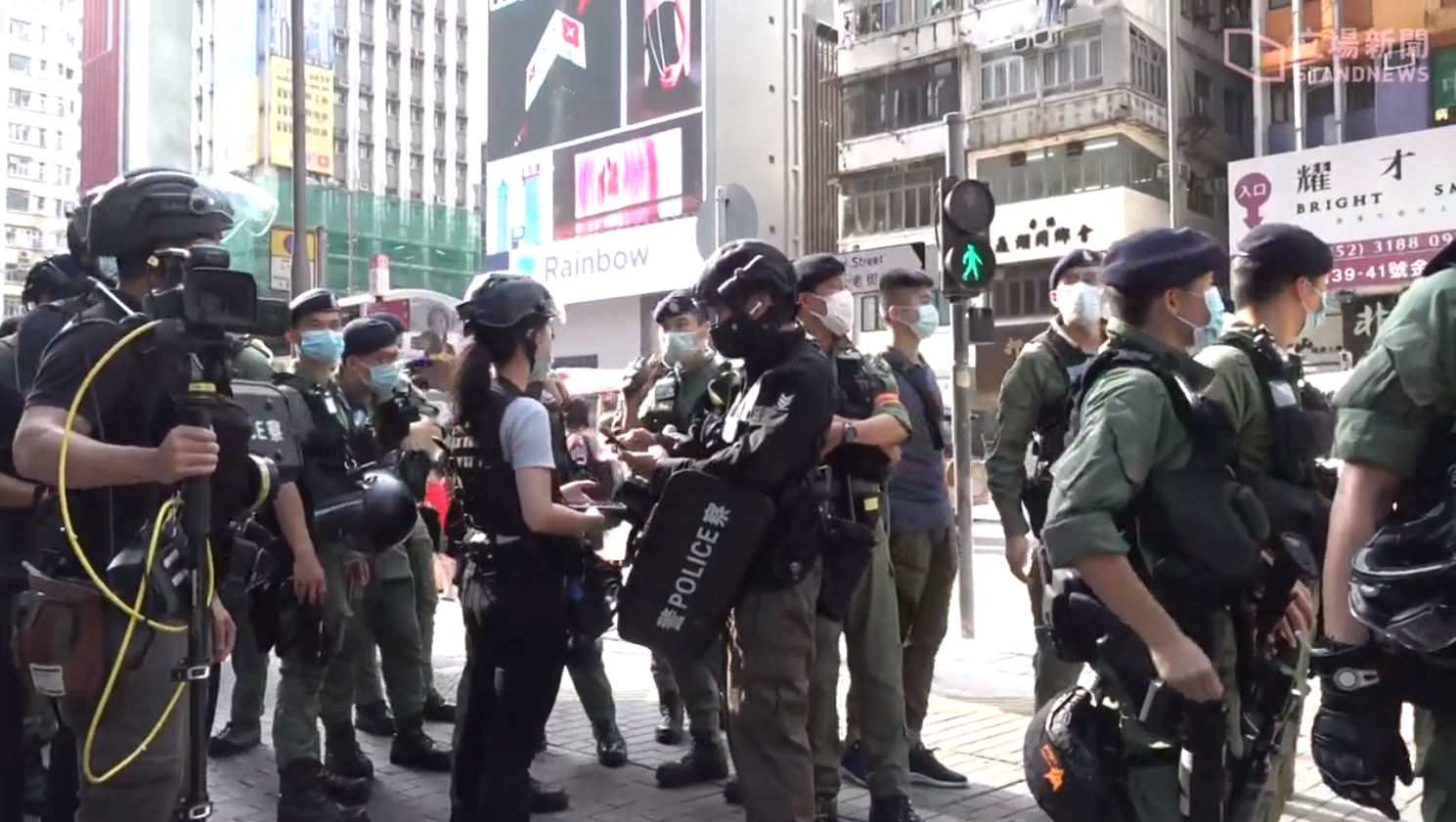
防暴警員在亞皆老街戒備
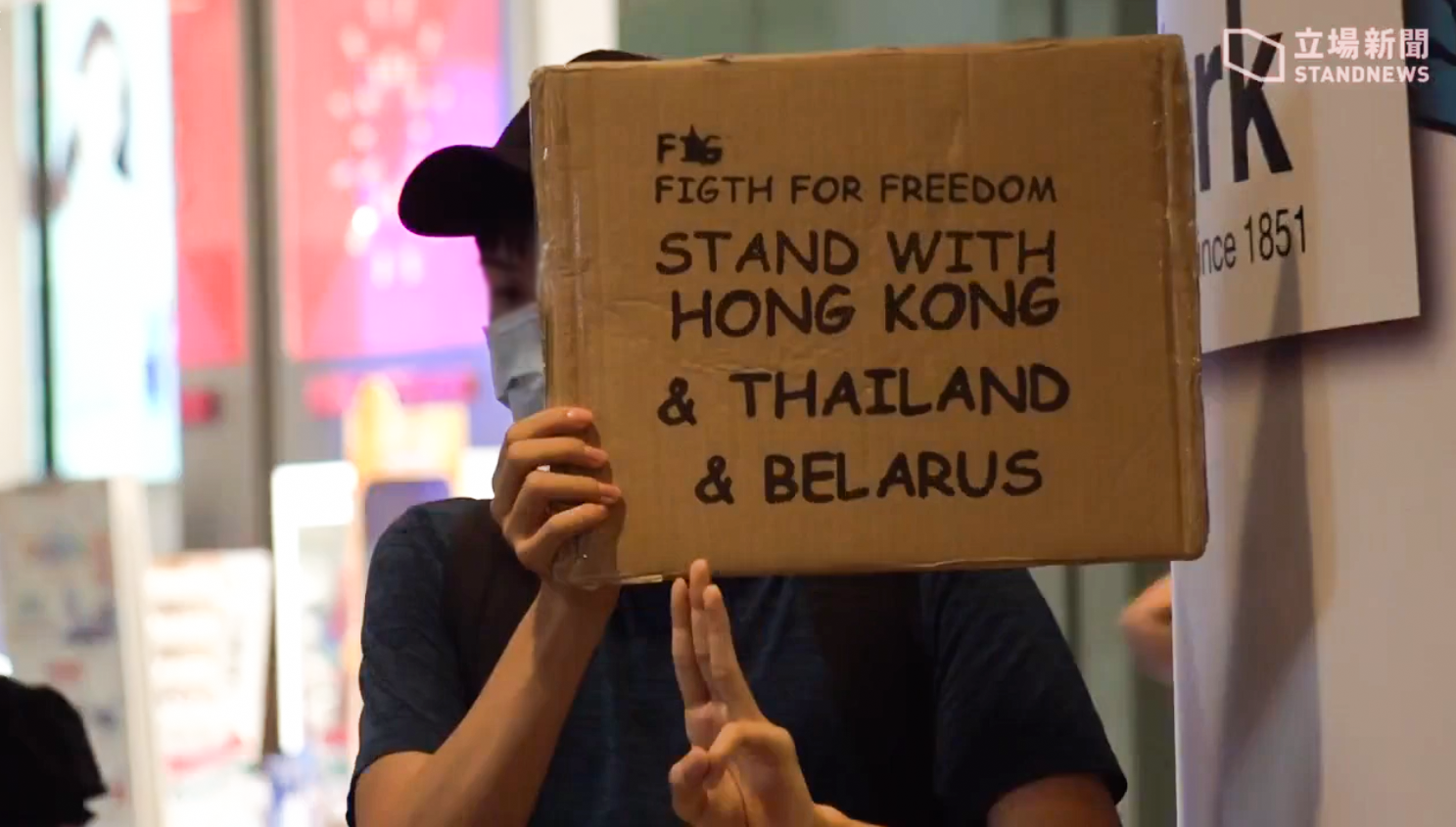
在朗豪坊商場內，有人舉起一塊紙塊，寫到「Fight for freedom. Stand with Hong Kong, Thailand, Belarus.」，聲援近月泰國和白羅斯示威中的年輕示威者。

### 警方於西洋菜南街一帶驅散

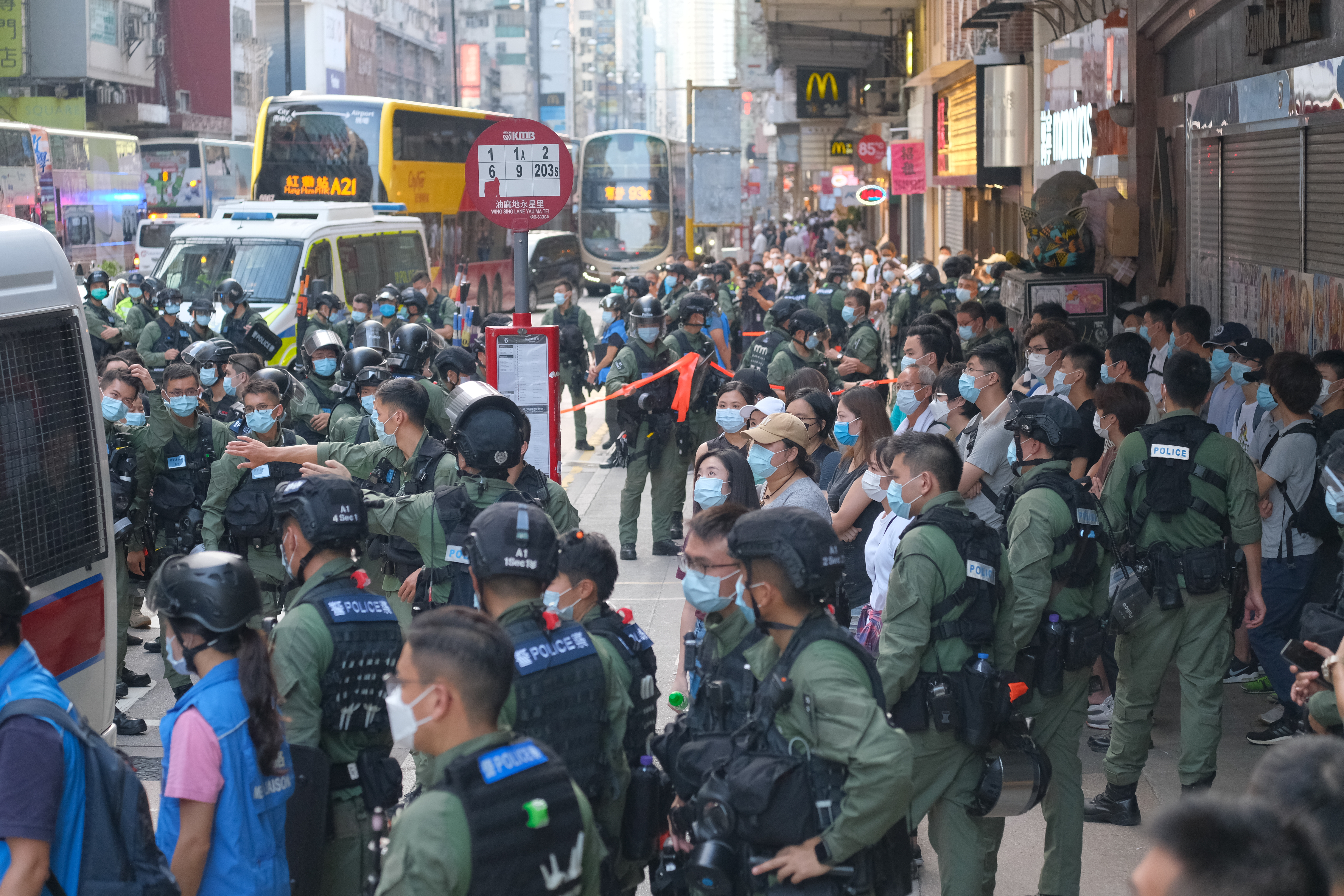
警方在油麻地盤谷銀行大厦外截查多人

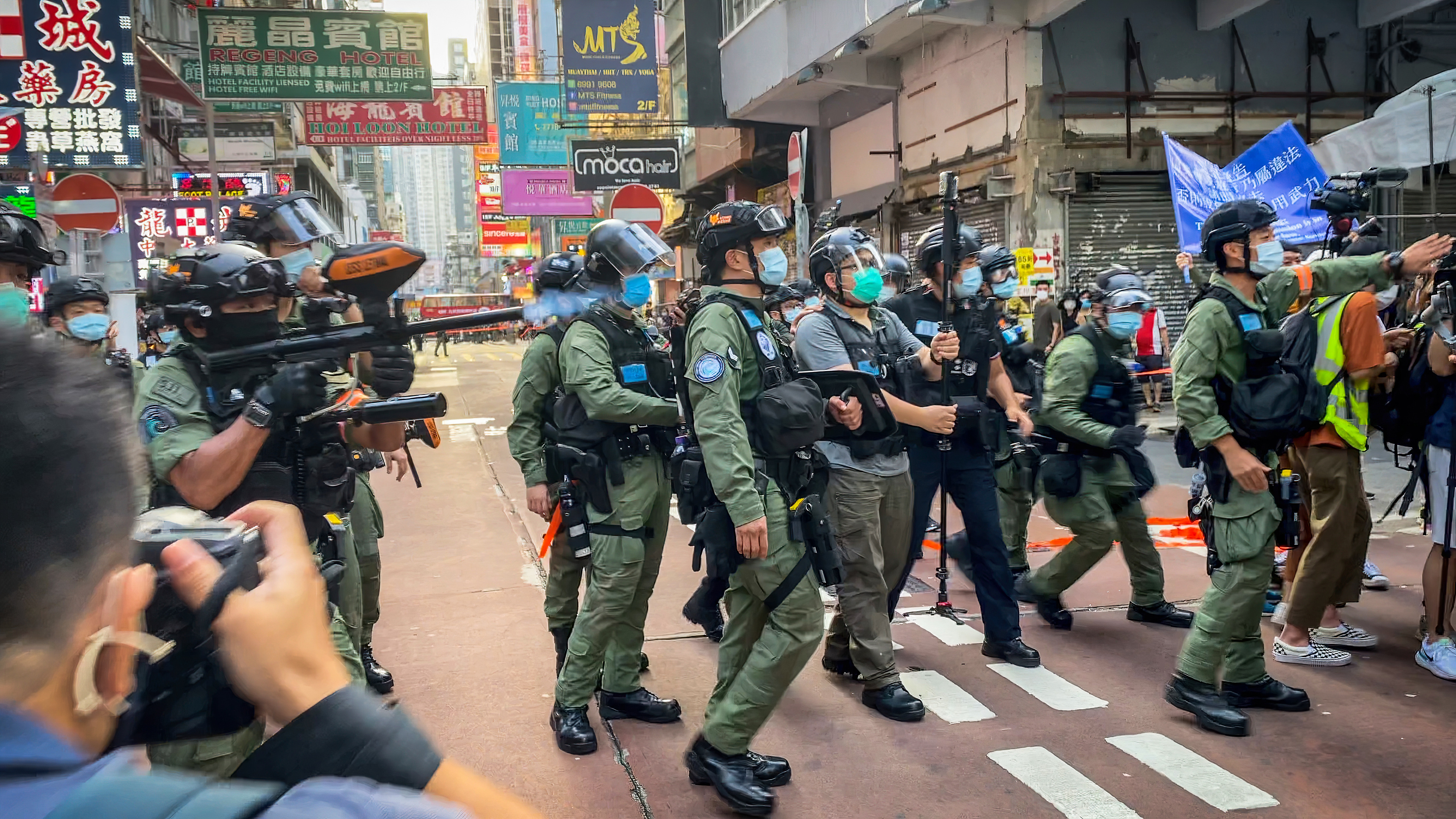
下午5時左右，防暴警在山東街曾發射胡椒球彈

下午4時45分，警方於西洋菜南街發射多次胡椒球槍驅散市民，引起市民尖叫和走避。有示威者將擺放在路邊的紙皮及垃圾擺放於西洋菜南街路面，之後有十多人被截查，當中包括《立場新聞》前記者何桂藍。同時，有防暴警在油麻地窩打老道交界截查一輛行走970路線的巴士，並要求車上乘客出示身份證，巴士司機下午約5時30分被警員帶上警車。
下午5時左右，防暴警察在山東街曾發射胡椒球彈，其後有一名記者倒地，急救員為他急救，但情況未見好轉。警方在此時展示藍旗，之後更展示紫旗。下午5時許，一名隸屬網媒PSHK的記者於採訪工作期間被拉入封鎖線，其後被警方以非法集結罪名拘捕，被綁索帶押上警車。他當時只戴上記者證，未有身穿反光衣。同時，一名隸屬網媒TMHK的攝影記者於旺角西洋菜街採訪期間，被防暴警員拘捕，他當時有配戴該台及攝影記者協會之記者證。稍後，警方在西洋菜南街與山東街交界舉起紫旗，警告在場人士涉嫌違反《港區國安法》，現場有一名市民不適倒地。另外，近十名手持伸縮警棍的便衣警員於旺角山東街與洗衣街交界制服數名男子。現場市民為此感到不滿，並向便衣警員投擲物品，警方向他們施放胡椒噴劑。之後防暴警發射多發胡椒球彈驅散現場人士，令不少在場市民感到不適。警方其後封鎖奶路臣街、花園街一帶，截查近10人，附近店舖亦暫停營業。

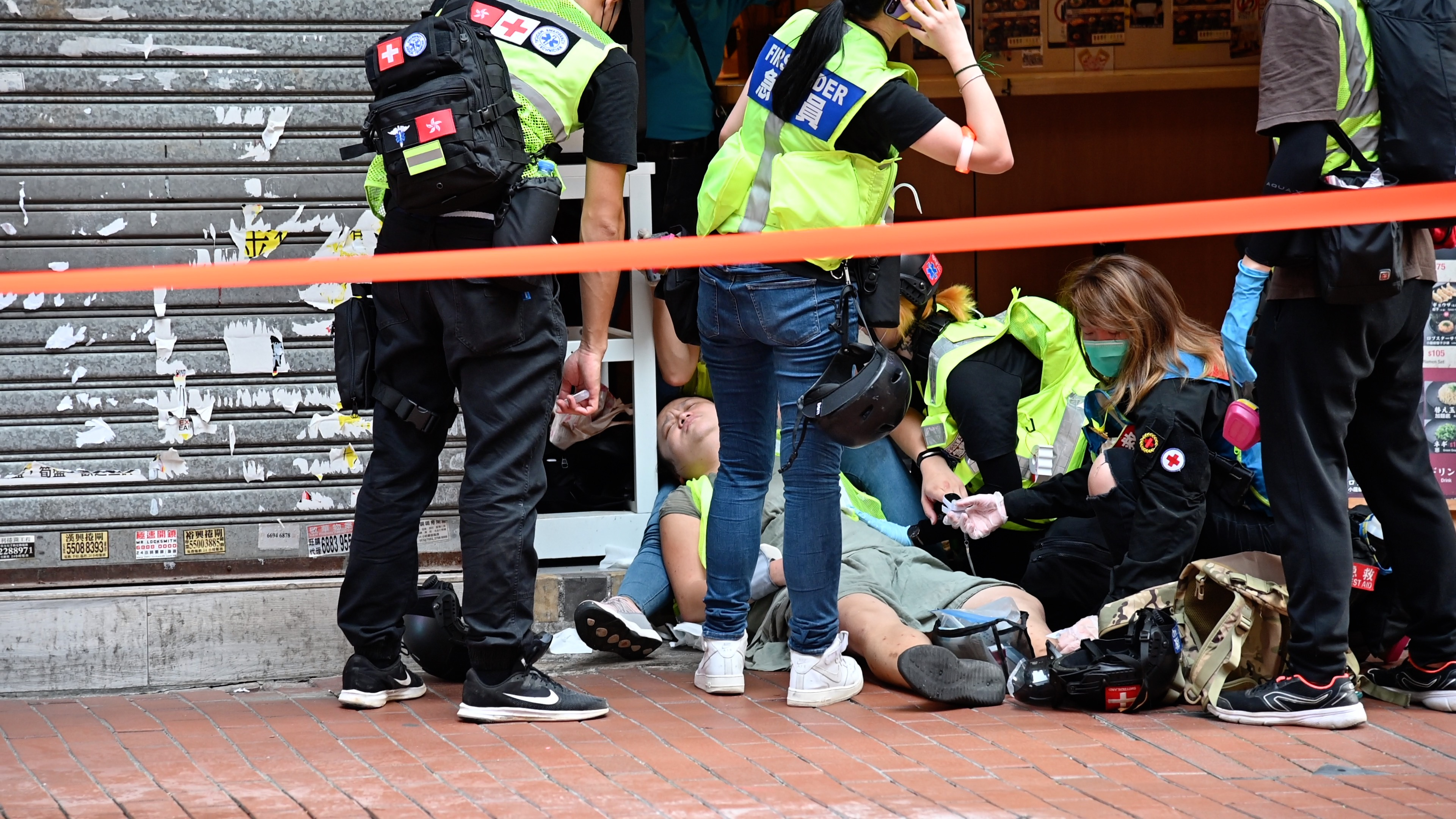
防暴警在山東街曾發射胡椒球彈後，有一名記者倒地，急救員為他急救
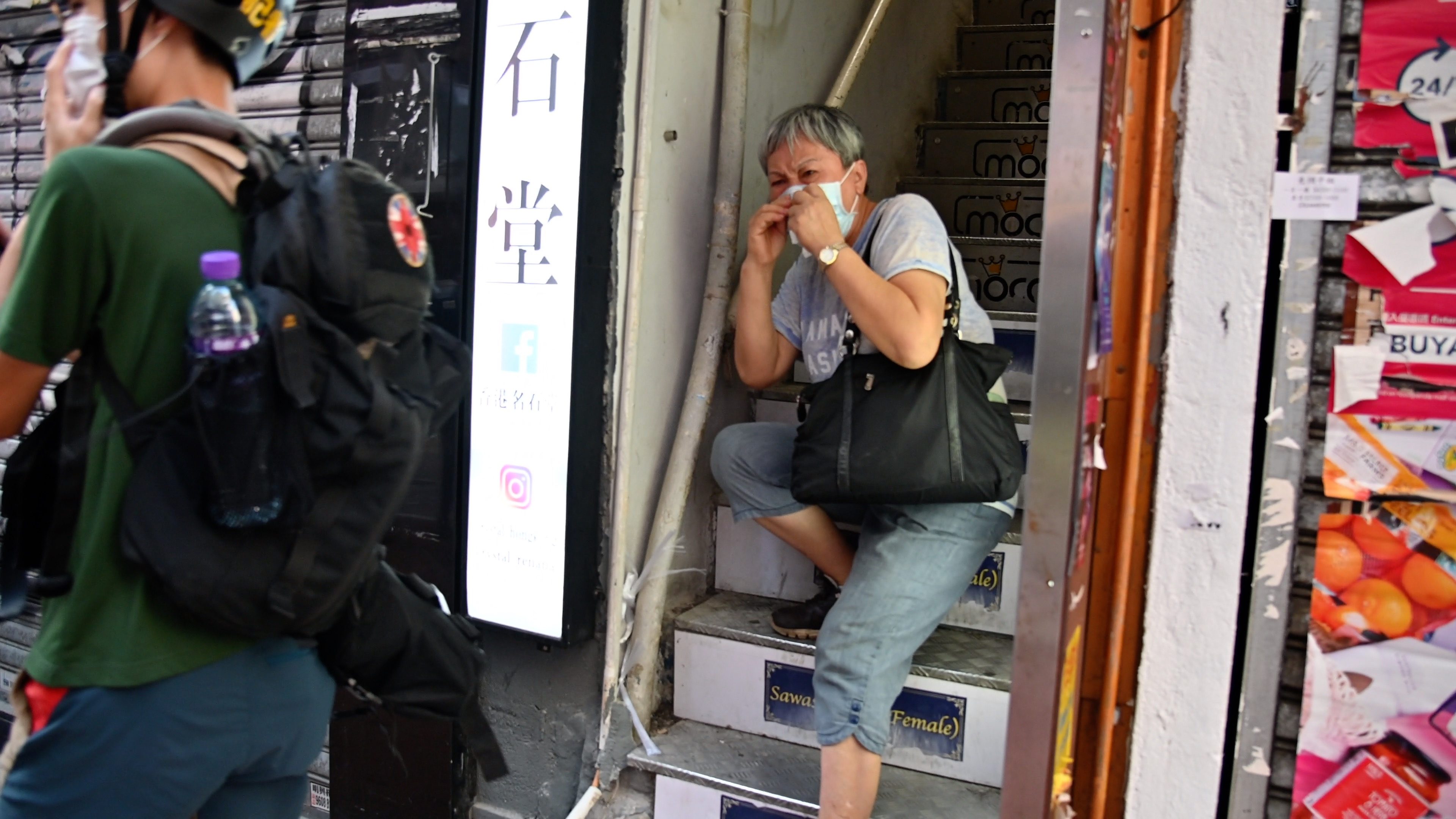
有老人感到不適
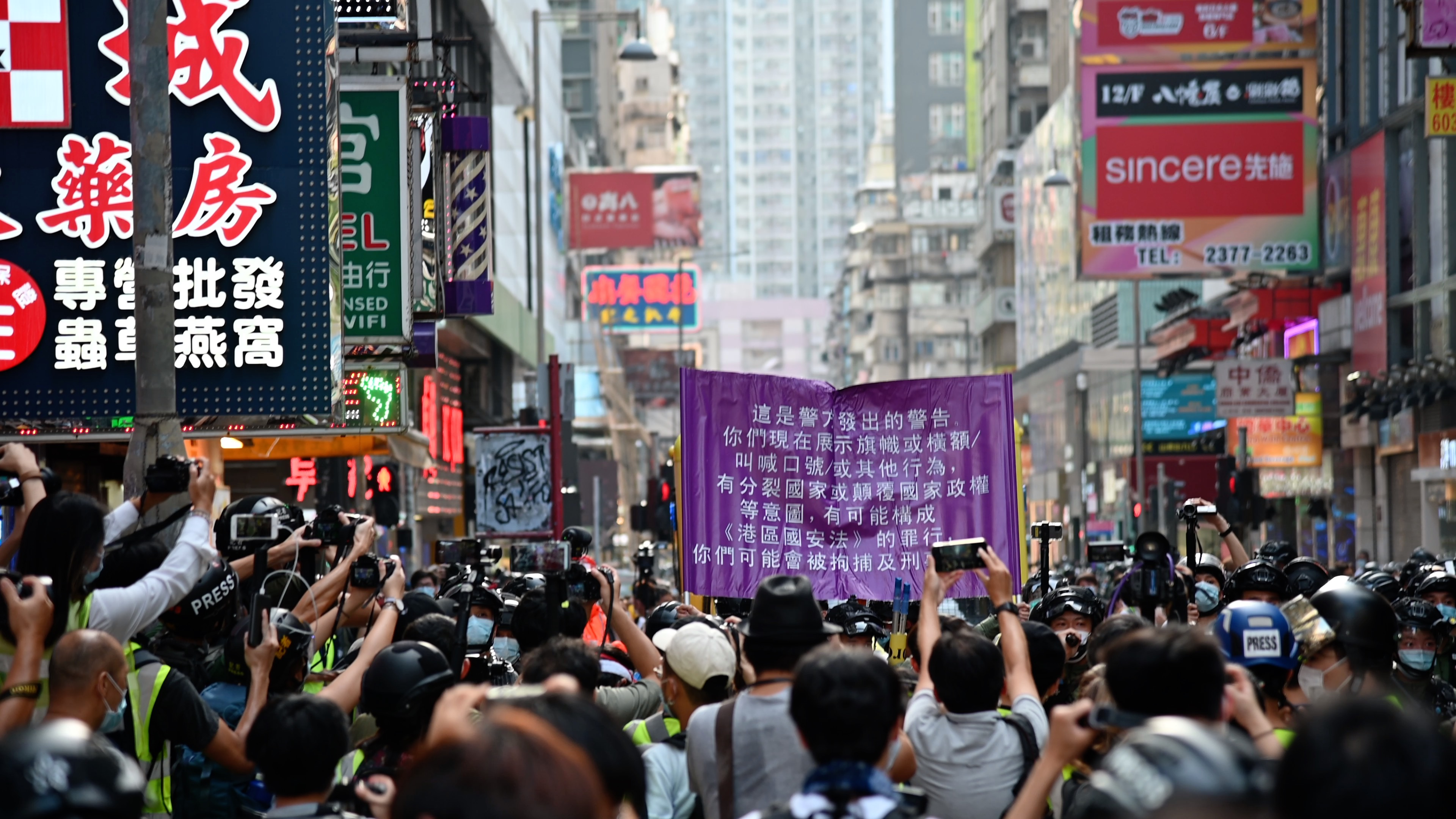
警方展示紫旗，認為在場有人違反國安法
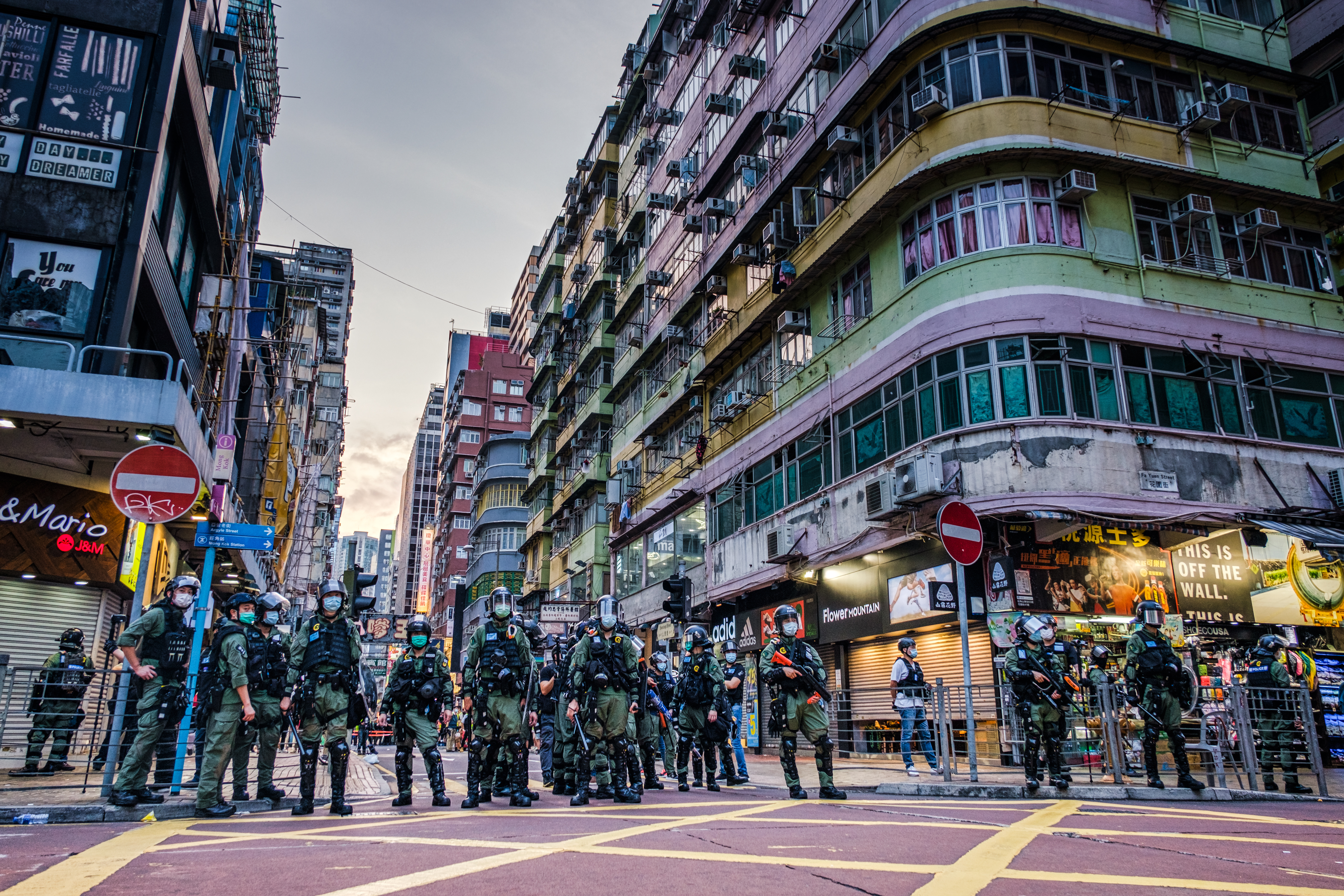
防暴警在花園街路口佈防
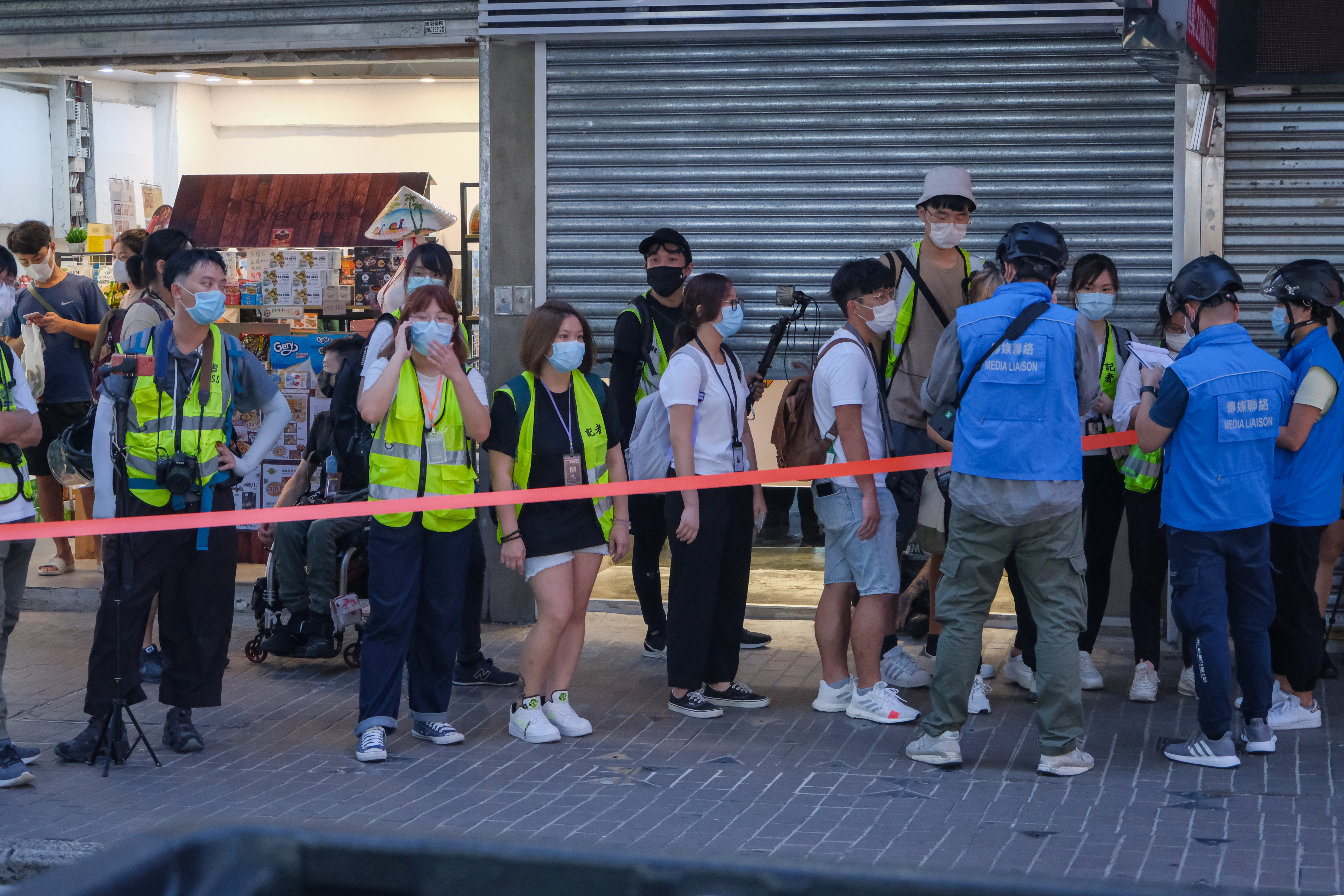
多名記者被逐一截查不能離開採訪
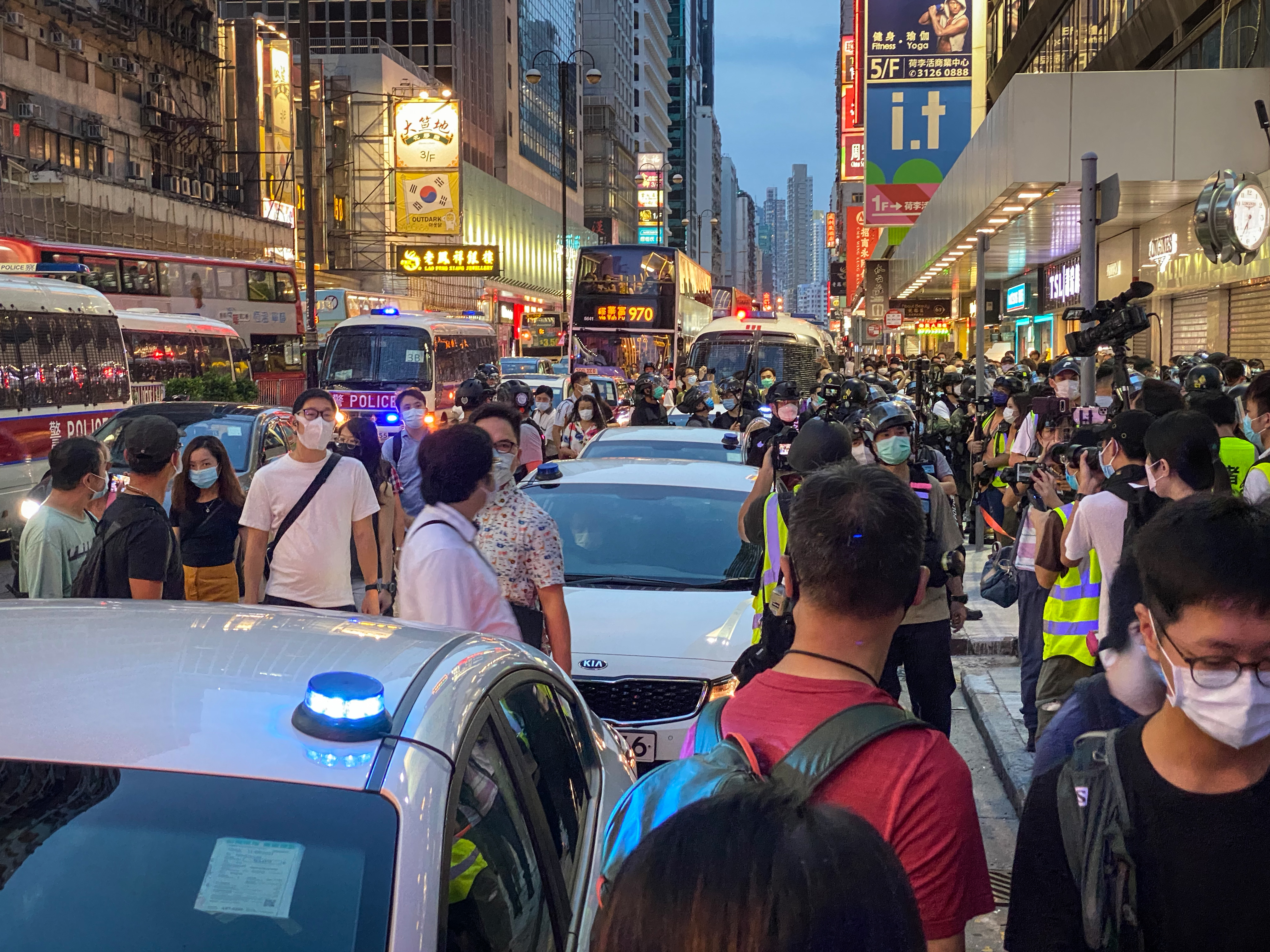
警員封閉彌敦道行人路下，行人只能走出車道步行

### 警方包圍衞訊 禁止店內顧客離開達4小時

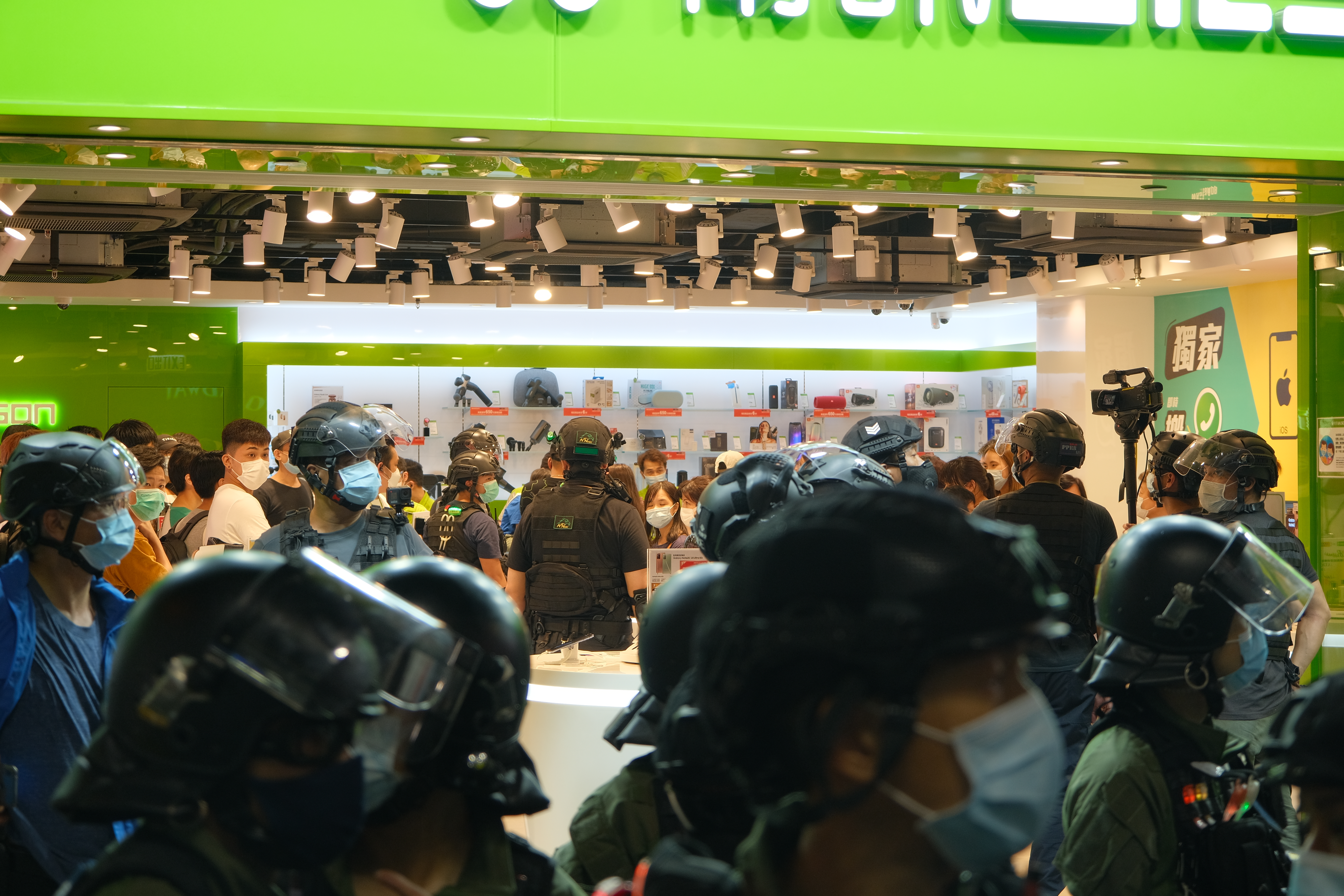
晚上7時13分，在衛訊店內的30名顧客無法離開，有警員進入搜查，全部人被指涉「未經批准集結」被捕

近晚上7點，防暴警員突然急速推進，不少市民走入西洋菜南街「衛訊電訊」店內迴避，不過警員隨即封鎖店鋪門口，禁止店內顧客離開，更走入店內逐一登記市民的身份證及拍攝容貌。到晚上8時半，警方佈以「未經批准集結」拘捕近30名市民，他們套上索帶，分3架警車送往警署。有3名女子因身體不適需由救護車送院。有中年市民更流淚，向警察指自己是無辜被捕，但警員沒有回應。有媒體觀察整個截查至拘捕行動歷時近4小時，被搜查的市民須一直站立等待警車到場。而鄰近的豉油街商務印書館、山東街及西洋菜南街一帶亦有約十多人市民急救員和記者遭截查，其中4名《學媒》記者在百老匯門外被截查約一小時，其後表示在同日內第二次票控違反「限聚令」。

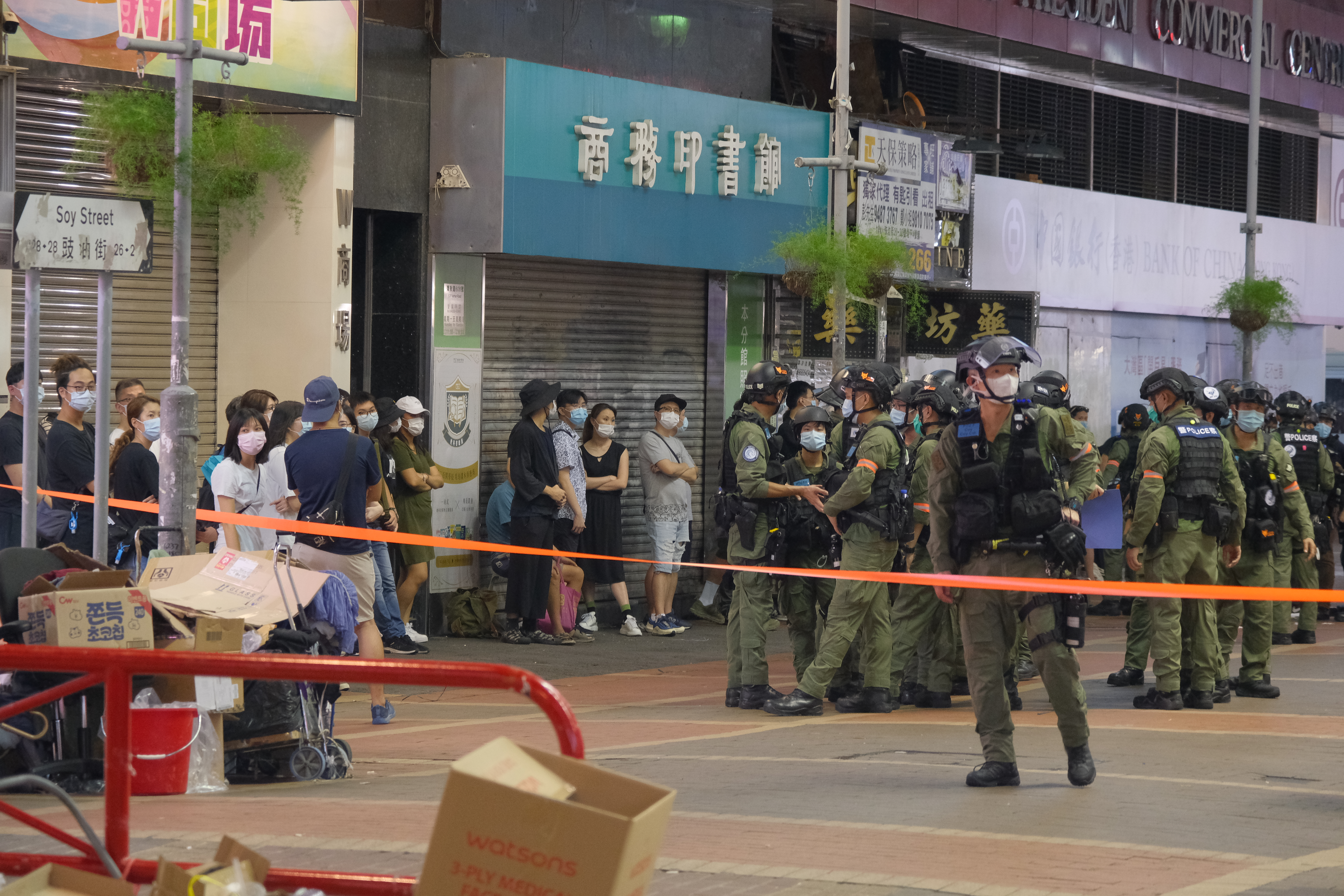
豉油街商務印書館外有約十多人遭截查
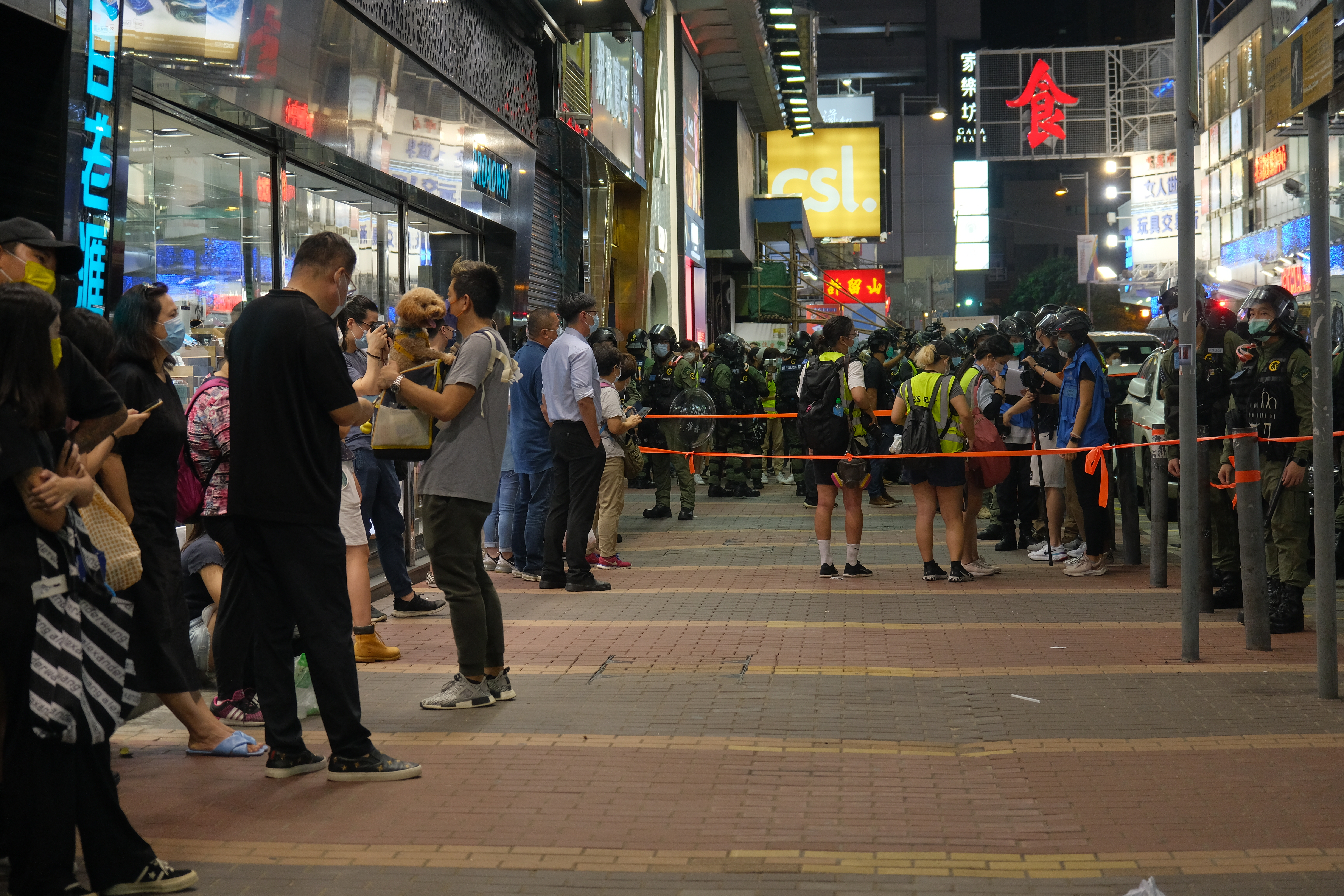
西洋菜南街有大批市民在封鎖線內無法離開
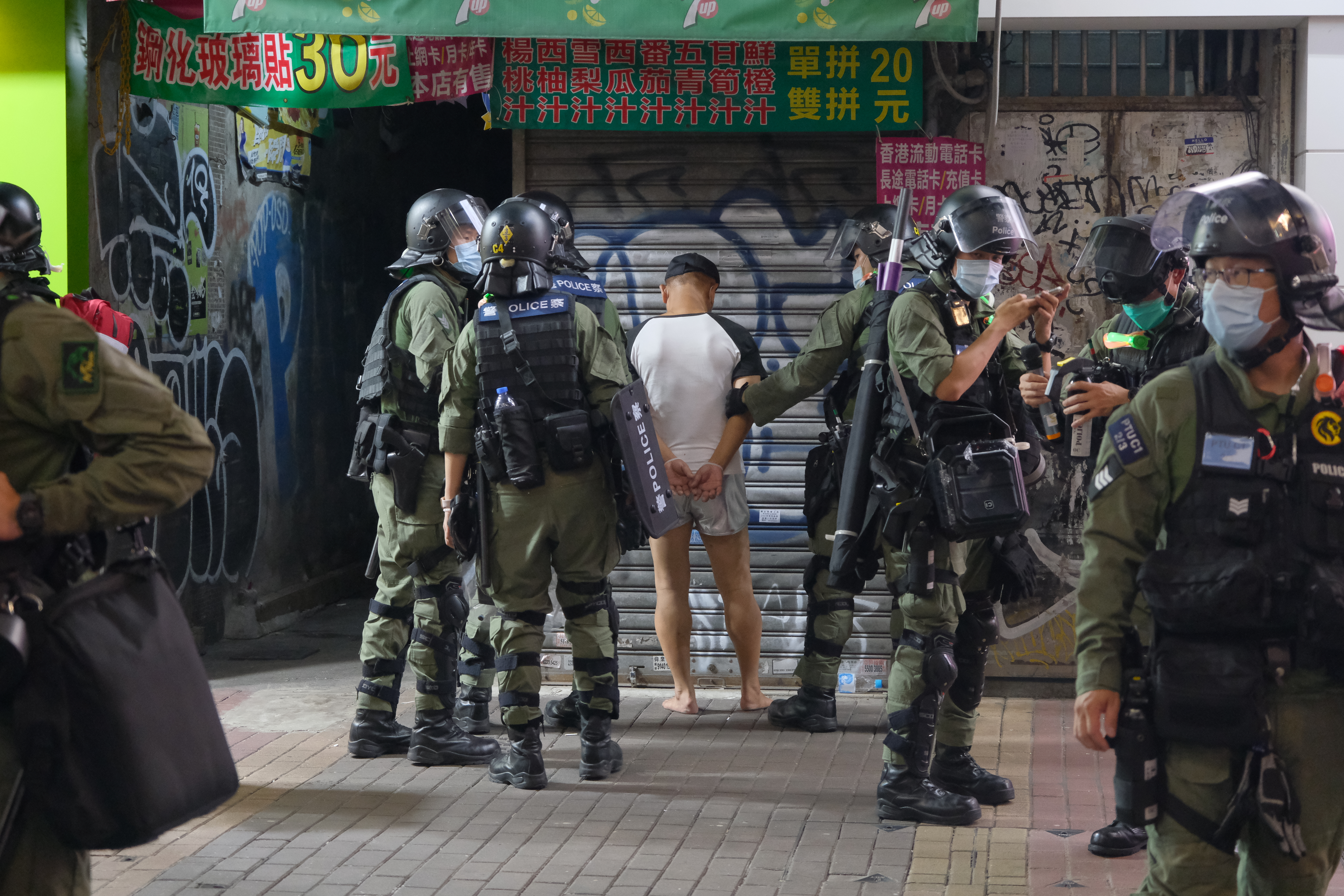
有被捕人士綁上索帶
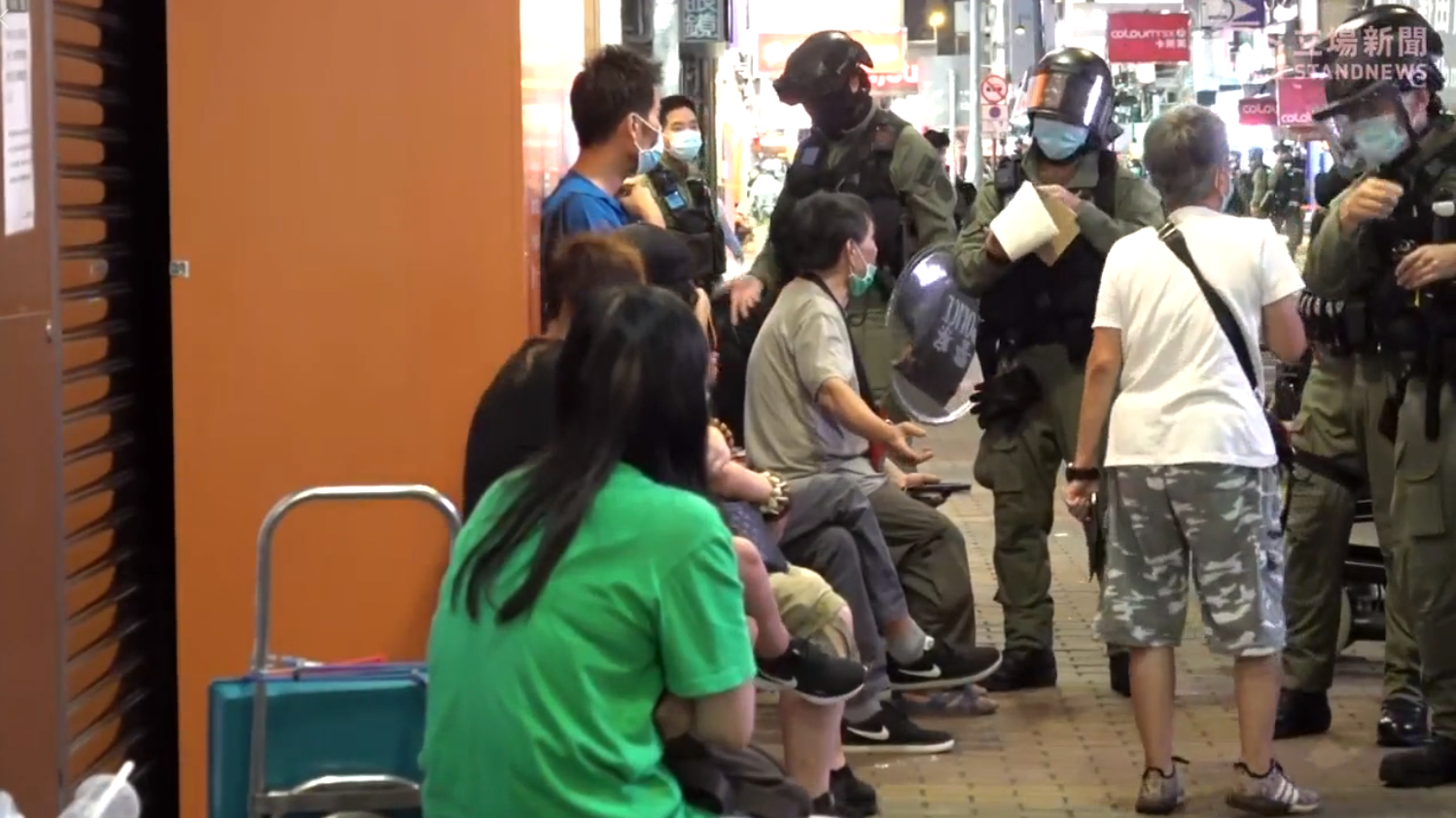
在西洋菜南街有檔位被票控，引起老人不滿
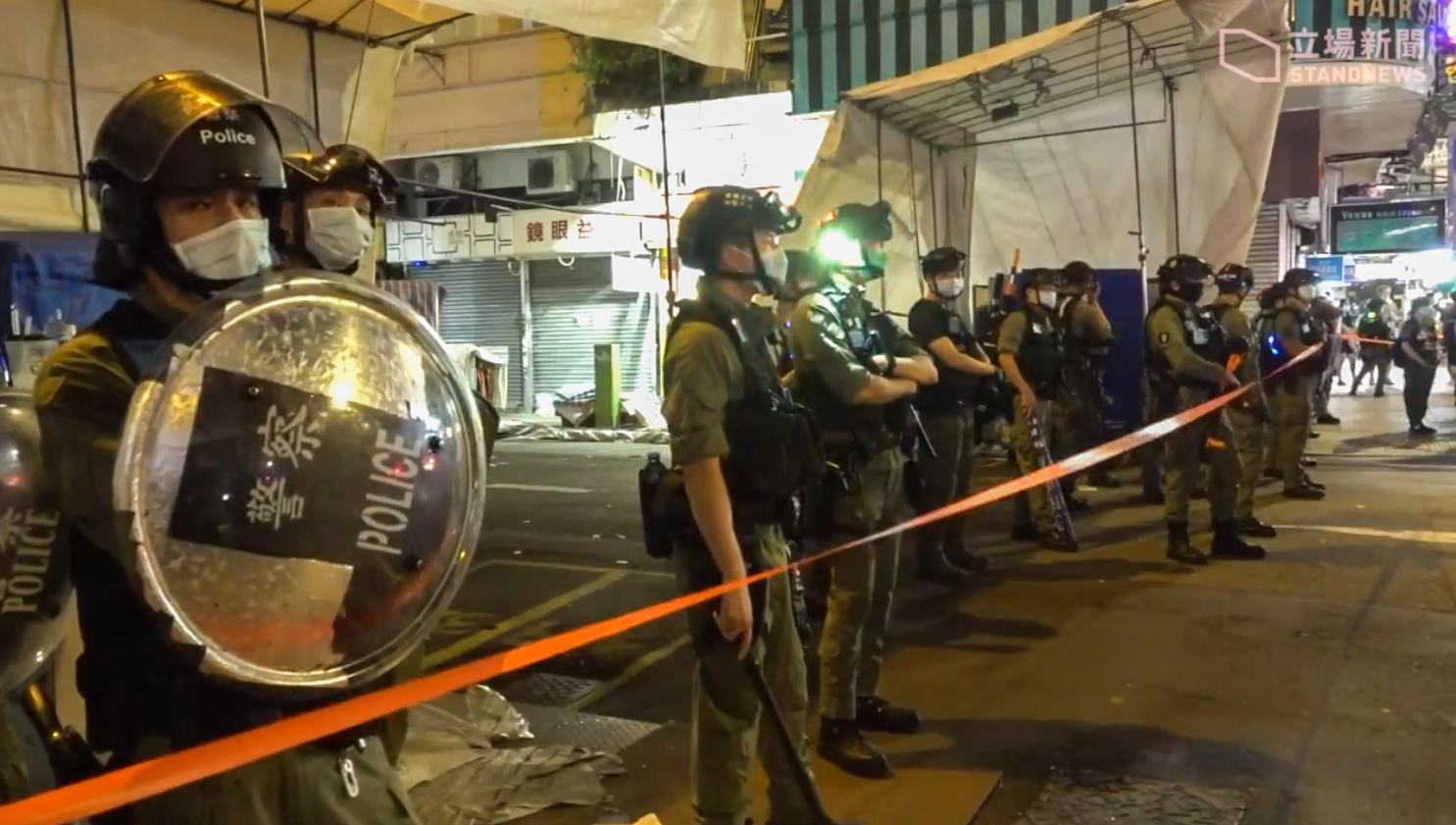
防暴警員封鎖通菜街

## 拘捕

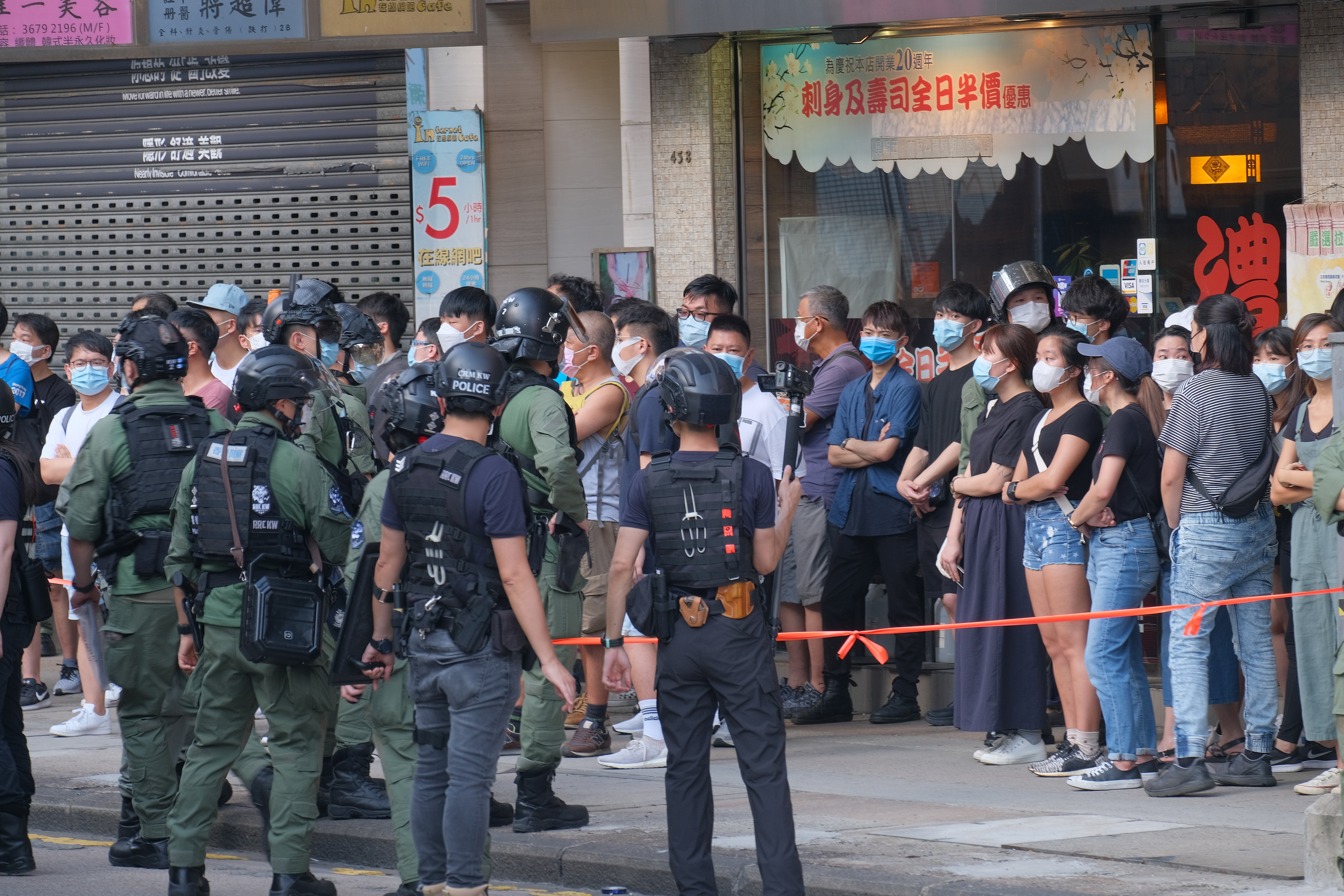
大量市民在街道上被截查不能離開，之後全部被捕，上警方旅遊巴離開

截至9月6日晚上9時，警方表示共拘捕289人，包括177名男性及112名女性，年齡由13至71歲，涉及罪名包括涉嫌非法集結、參與未經批准集結、組織未經批准集結、在公眾地方行為不檢、危險駕駛、藏有攻擊性武器、刑事毀壞、遊蕩、阻礙警務人員執行職務、拒捕、管有第一部毒藥、未能出示身份證明文件及逾期居留等。此外，有117人因違反「限聚令」被發出告票。其中駕駛970的37歲新巴車長，以涉嫌危險駕駛被捕，到9月7日以司機袋中檢獲士巴拿為又，被加控涉嫌藏有攻擊性武器。
紅磡警署內有約200名被捕人士，秀茂坪警署內則約有100名被捕人士。不少家屬、義工及區議員在凌晨於警署門外等候。不過律師到場被拒進入警署，而食物及藥物也無法送給被捕人士。區議員批評警方刻意拖慢程序為難市民。
2020年9月11日，警方網絡安全及科技罪案調查科科技罪案調查組於沙田拘捕1名21歲女子，涉嫌透過Telegram，煽動他人在9月6日參與九龍區未經批准的遊行及集結。被捕者為Telegram頻道管理員。

## 起訴 及 提堂
經調查及索取律政司意見後，警方起訴被捕新巴司機「不小心駕駛」罪，於9月15日在九龍城裁判法院應訊。警方消息指該司機只用單手控制軚盤是不必要，也同時持續響號，認為司機有向不同方向作出挑釁手勢。另外，司機行駛時極之貼近路面的行人，認為會構成危險。其後控方加控他同日在薄扶林道近何東夫人紀念堂外不小心駕駛一輛雙層巴士，車長否認控罪。到2021年5月18日，九龍城裁判法院裁判官嚴舜儀裁定他危險駕駛罪不成立，而薄扶林的不小心駕駛罪名成立。裁判官認為車長同日發生了兩次過失，直斥被告「究竟將自己乘客同其他道路使用者安全擺係邊？」。她表示會考慮停牌處理，案件押後至6月8日判刑。
主任裁判官嚴舜儀指被告沒有專注路面情況和無合理情況下調節車速和車距，改判不小心駕駛罪成。同時指被告車上有不少乘客，指出不可以罰款處理，會考慮停牌。加上被告連續3次犯不小心駕駛下，故不會考慮判罰款。法官認為社會服務令報告指被告有悔意，判履行100小時社會服務令。新世界第一巴士公司職工會會長林錦標認為判刑過重，質疑當日警方明知有大型遊行卻沒有封路，認為警方處理不當才引發誤會。他又稱不少巴士司機無可避免會單手駕駛或整理東西，擔心此案判決後，每天可能有不少司機跌入法網。

## 反應
- 傍晚，香港特區政府發表聲明指出，就有示威者在九龍多區參與未經批准的集結及作出違法行為表示強烈譴責，並表示參與非法集結是涉嫌觸犯《公安條例》、「限聚令」和《國安法》，並肯定警方的執法行動[23]。

- 香港中聯辦就此發表聲明，稱推遲立法会選舉決定合乎情理和順應民意，斥「頑固攬炒派」煽動街頭對抗，在疫情之下公然違反限聚令的非法行徑，是對相關法律和國家意志的公然挑釁，也是對廣大市民生命健康安全的冷血漠視，予以強烈譴責[24]。

- 有被捕獲保釋候查的未成年男女市民表示，當時只是路過山東街及彌敦道交界，準備去食晚飯。不過期間突然被防暴警員捉入封鎖線內，起初以為只是作截停搜查，但最後以非法集結罪名拘捕。也有到旺角買電腦的市民找洗手間時，經過豉油街W Plaza卻突然被警方拘捕，他透露警署只有水飲，直至9月7日早上9時才派早餐。有人飢餓至肚痛，警方也未有理會。[25]

## 爭議

### 12歲女童買文具 遭多名警員壓在地上制服
下午4時許，一名12歲女童自行在西洋菜南街往附近店舖買文具期間，突然被防暴警員截停。女童表示自己當時害怕防暴警而逃跑，但被至少3名警員將她壓在地上，警員更騎在少女腰上，事後左手踭擦傷。其20歲兄長上前了解亦遭按地制服，左膝腫起。警員表示3人違反限聚令，並發出告票。何太對子女被發出告票及推跌感到憤怒，事後陪同他們乘救護車到醫院治理。而警方同日晚上在Facebook表示，指12歲女童「拔足逃跑，形迹可疑」，會對其人身安全構成威脅。稱以最低所需武力將其制服。
何太在9月7日接受香港電台節目訪問，形容警員拉入一名不相識的中年男子與兄妹湊夠3人「違反限聚令」，她重看影片後感到心痛，表示至少會向警方作出投訴。她也表示妹妹不想提及和重看片段。以後會教育仔女在遊行示威時要盡量避開警察，形容今次經歷了無辜受傷。

到同年9月27日，警方修改字眼，表示當日以最低武力將該名少女截停。油尖旺區議員余德寶引述母親查詢，不接受警方的解釋，而警方也沒有安慰少女及其兄長。11月18日，余德寶表示當事人收到警方的正式回覆，稱已經撤銷罰款通知書。余要求警務處長鄧炳強和警隊向事主鄭重道歉。

### 反鎖男子被指掙扎 遭壓頸1分鐘
晚上7時許，警方在西洋菜南街驅散人群期間，《明報》拍攝到一名染金髮男子被防暴警員壓倒在地後鎖上手銬後，再推至路邊鐵閘。警員以被捕者掙扎為由，警員以膝壓其頭部至少1分鐘，後來被帶上警車。

### 喬裝警拖行一名男子近20米拘捕
下午5時許，手持伸縮警棍及胡椒噴劑的便衣警員在旺角山東街及洗衣街交界制服一名堵路男子時，有示威者向警員投擲雜物。便衣警衝前噴椒及揮動警棍，並在路中心及行人路制服3名男子，其間扯住其中一名未有反抗男子的褲、袋，在地上拖行近20米。一名男子頭部流血，另一名男子被胡椒噴劑噴中眼睛，需要用清水洗眼。多名被捕男子被押上警車帶走。 油尖旺區議會副主席余德寶表示，被警員拖行的20多歲男子在9月8日因發燒入院，斥警方指該男涉襲警是「匪夷所思」，認為他當時並沒有反抗。

### 被捕人士一度暈倒昏迷

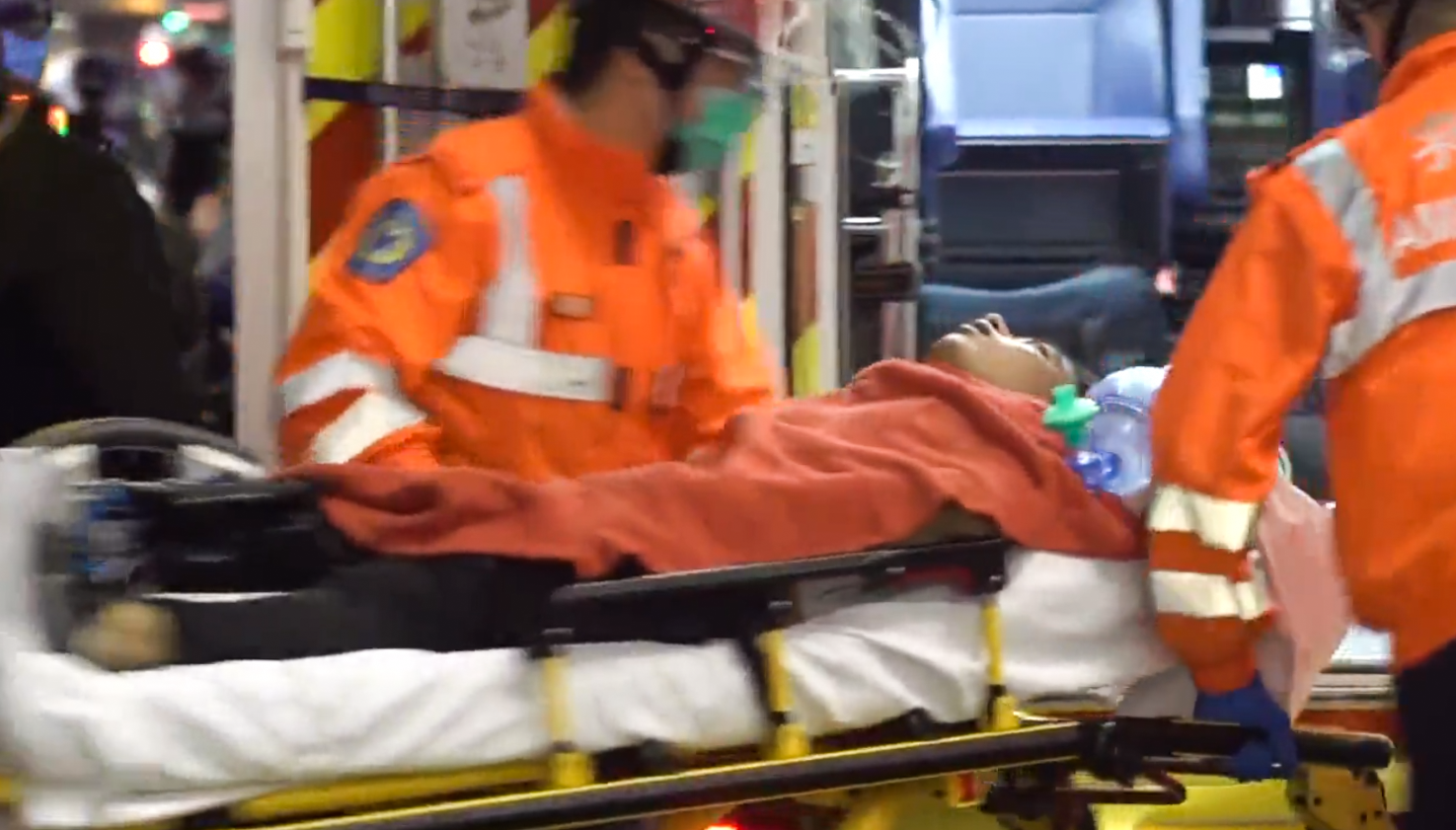
在衛訊電訊內被捕人士一度暈倒昏迷，之後送上救護車

晚上，警方在西洋菜南街衛訊電訊內拘捕多人近3小時，一名27歲男被捕人士抬落警車時已暈倒昏迷，警員一度為他急救，贴上體外心臟去顫電擊片，最後消防處救護員到場為傷者再次做體外心臟去顫電擊，把傷者送上救護車。不過警方的facebook專頁直播期間指該名男子涉嫌干犯非法集結，經急救處理後「已恢復生命跡象」。

### 新巴司機響號提醒警員涉危駕和藏有攻擊性武器被捕

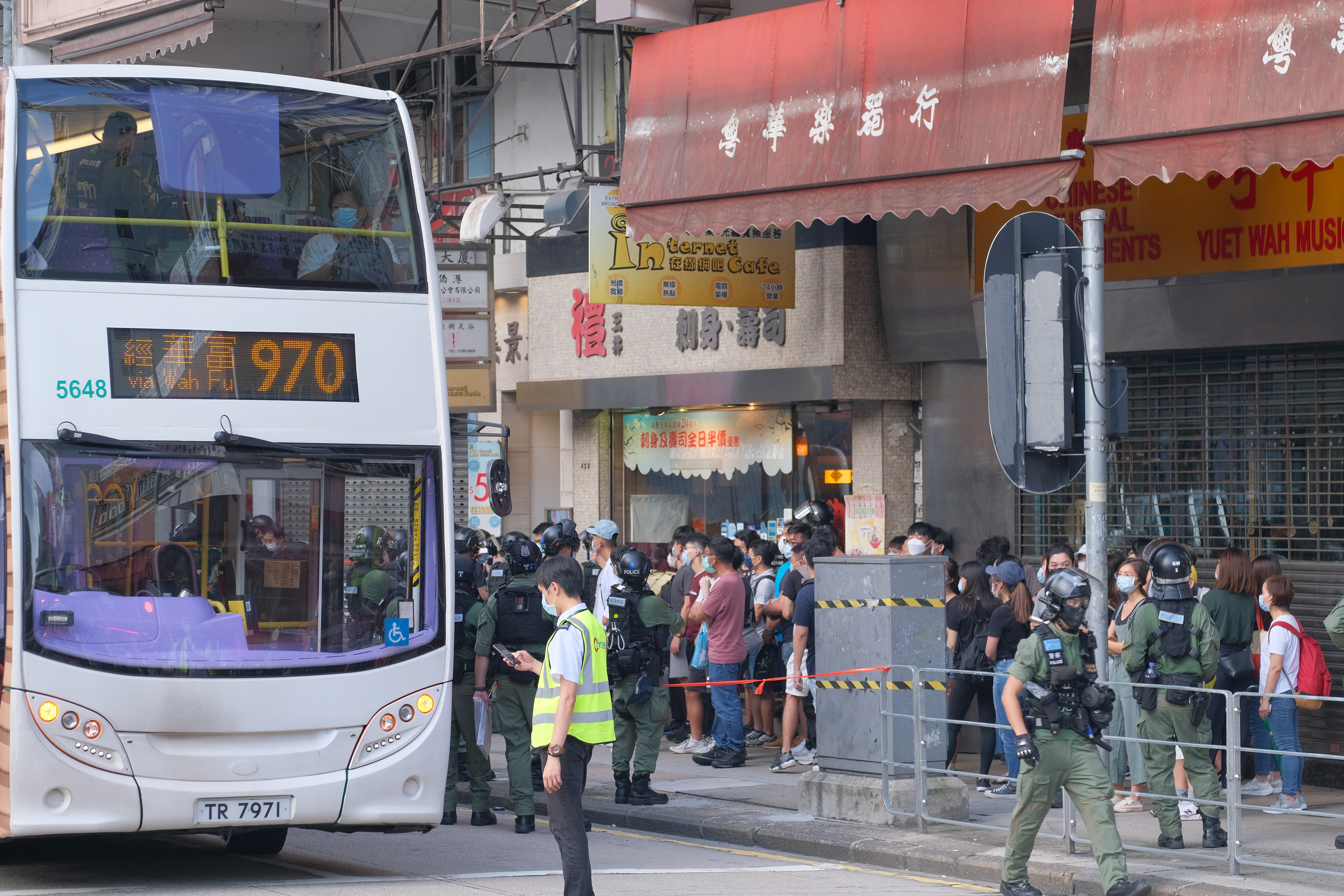
下午4時40分，防暴警走上一輛970號新巴調查

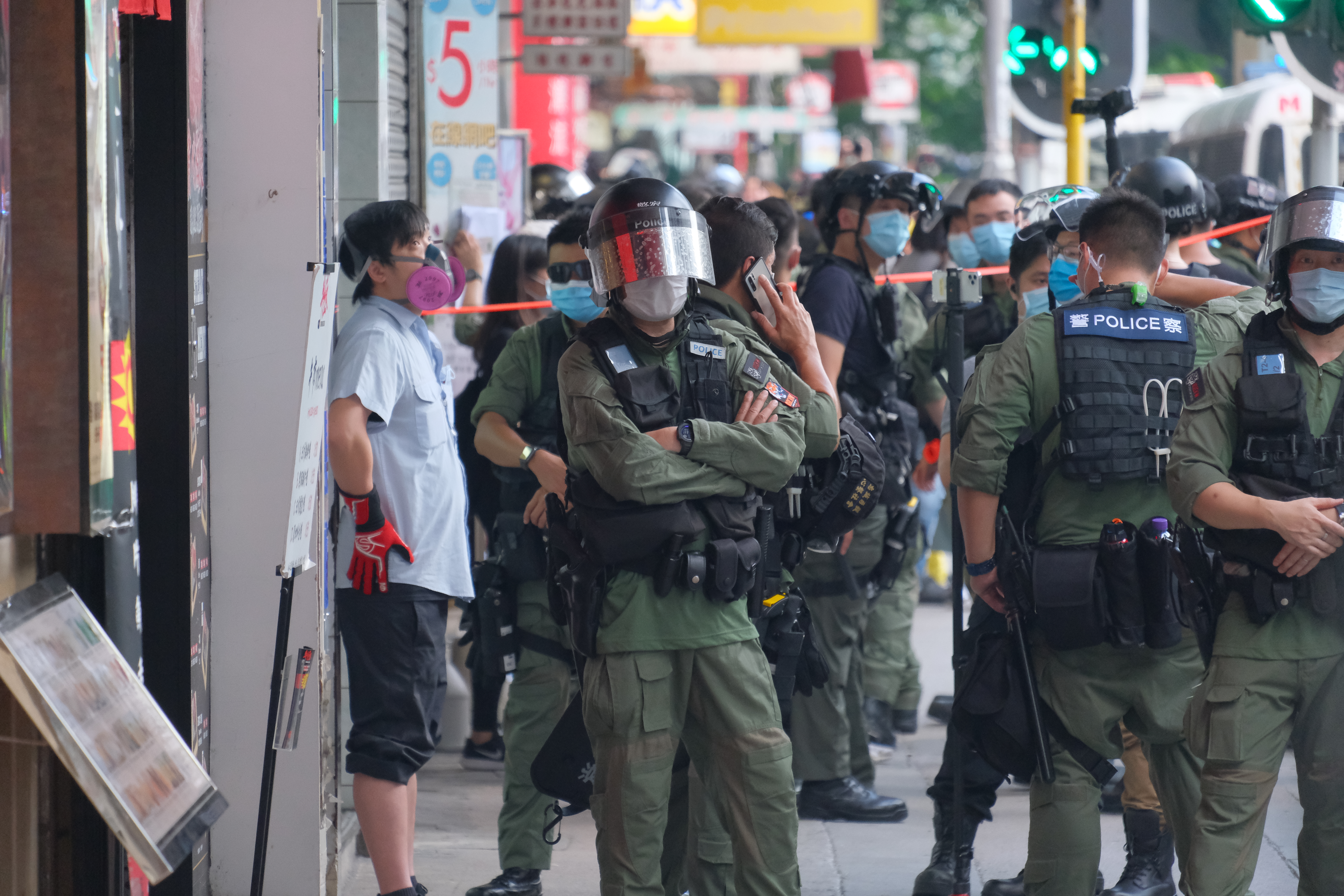
戴上「豬嘴」的防毒口罩的新巴司機被查逾一小時，之後被拘捕

下午4時40分，至少40名市民在油麻地彌敦道近眾坊街被警截查至少1小時期間，一輛970號新巴沿彌敦道駛至文明里時遭警方截停，警方指司機向馬路上警員響號，司機被查逾一小時後被警方帶走。到晚上8時，警方在Facebook專頁稱，涉事巴士一度非常貼近路旁正在執勤的警務人員，警方稱該名司機駕駛態度十分危險，故截停司機，以危險駕駛罪拘捕該名司機。警方同時會翻查行車紀錄片段及附近閉路電視片段，案件交由西九龍總區交通部調查。
警方亦有於現場進行直播，根據片段，4時21分該輛970號新巴已被截停，當時巴士停在中間行車線，司機被要求離開駕駛室。警方直播期間，稱涉事司機無故響號，「嚴重影響警員工作，亦有可能挑動在場人士情緒」，故將其截停調查。巴士司機當時有戴俗稱「豬嘴」的防毒口罩。現場有警員向該名司機表示，會以危險駕駛罪名將他拘捕。其後警方指帶返警署後，在其司機袋內檢獲一支扳手（士巴拿），以涉嫌藏有攻擊性武器拘捕他。直至9月7日下午，司機才獲釋離開警署。
新巴職工會理事長林錦標表示，事發時涉事車長沿中線駕駛，見到大批警員在馬路，故響號提醒警員避開，豈料被截停，後來更被拘捕。他稱涉事巴士有錄影及錄音裝置，巴士昨晚被警方扣留，未能返回車廠，認為警方只要查看事發片段，就可以了解當時實際情况。他對控罪有所保留，指不少司機上班時都會自備「士巴拿」，以便調校倒後鏡。他形容巴士司機因藏有「士巴拿」而被捕是前所未有，表示新巴方面會提供合理辯解。
大批網民也發動到新巴城巴Facebook專頁，留言支持被拘捕的新巴城巴車長。一眾新巴車長因不滿警方濫捕970路線車長，在9月8日起發動按章工作抗議，呼籲同業加入響應。

### 九巴員工匯報彌敦道行車狀況被警員指違法
晚上9時30分，網媒「香城公民媒體」拍攝到數名九巴員工在彌敦道匯報該處行車狀況期間，被防暴警察以違反限聚令而要求他們離開，不容許逗留彌敦道一帶。其後九巴亦有車輛到場了解時，警方再次作出警告並要求離開，警告不能2人以上聚集。不過根據599G《預防及控制疾病（禁止羣組聚集）規例》 附表1 ，「在工作地點為工作而進行的群組聚集」屬豁免之列。